# Maut
Maut ist ein aus dem Althochdeutschen mūta (vgl. gotisch mōta) abgeleiteter Begriff für eine Zollabgabe im Sinne eines Wegzolls. Früher wurden auch die Bezeichnungen Wegegeld oder Chausseegeld bzw. Brückengeld verwendet. Ein alternativer Begriff für Maut ist Straßenbenutzungsgebühr (im Gegensatz z. B. zu Parkgebühr). Der Begriff beschreibt eine territorial gebundene Gebühr für die Nutzung von Verkehrsbauwerken (z. B. Straßen, Brücken, Autobahnen und Tunneln). Es lassen sich urbane (städtische) (siehe Innenstadtmaut) und interurbane (zwischenstädtische) Straßenbenutzungsgebühren (Autobahngebühren, ggf. auch für Landstraßen) unterscheiden. Zudem können Straßenbenutzungsgebühren kilometerabhängig oder festpreisbezogen ausgestaltet sein.

## Historischer Hintergrund
Dokumente aus dem 11. Jahrhundert wiesen nach, dass Wegzölle in Europa verbreitet waren. Mittelalterliche Mautregeln wie auch neuzeitliche Mautgesetze wurden eingeführt, weil die Finanzierung von Straßen (Bau und Erhalt) den Nutzern Vorteile verschafft und den Anrainern die Kosten überlässt. Mit der Zahlung der Maut sollen die Nutzer an der Finanzierung, für die Anrainer in Vorlage gingen, beteiligt werden. Andere historische Formen der Finanzierung waren der Frondienst (jeder muss dem Staat eine bestimmte Zahl von Tagen körperlicher Arbeit zur Verfügung stellen) oder auch Steuern für Anrainer (z. B. im alten Rom).
Mautbrücken und Tore waren beliebt, weil sie leicht zu kontrollieren (und schlechter zu umgehen) waren und selten instand gesetzt werden mussten, anders als die Straßen selbst. Historisch entstandene Behinderungen wurden nach und nach abgebaut, da sie den freien Handel behinderten.

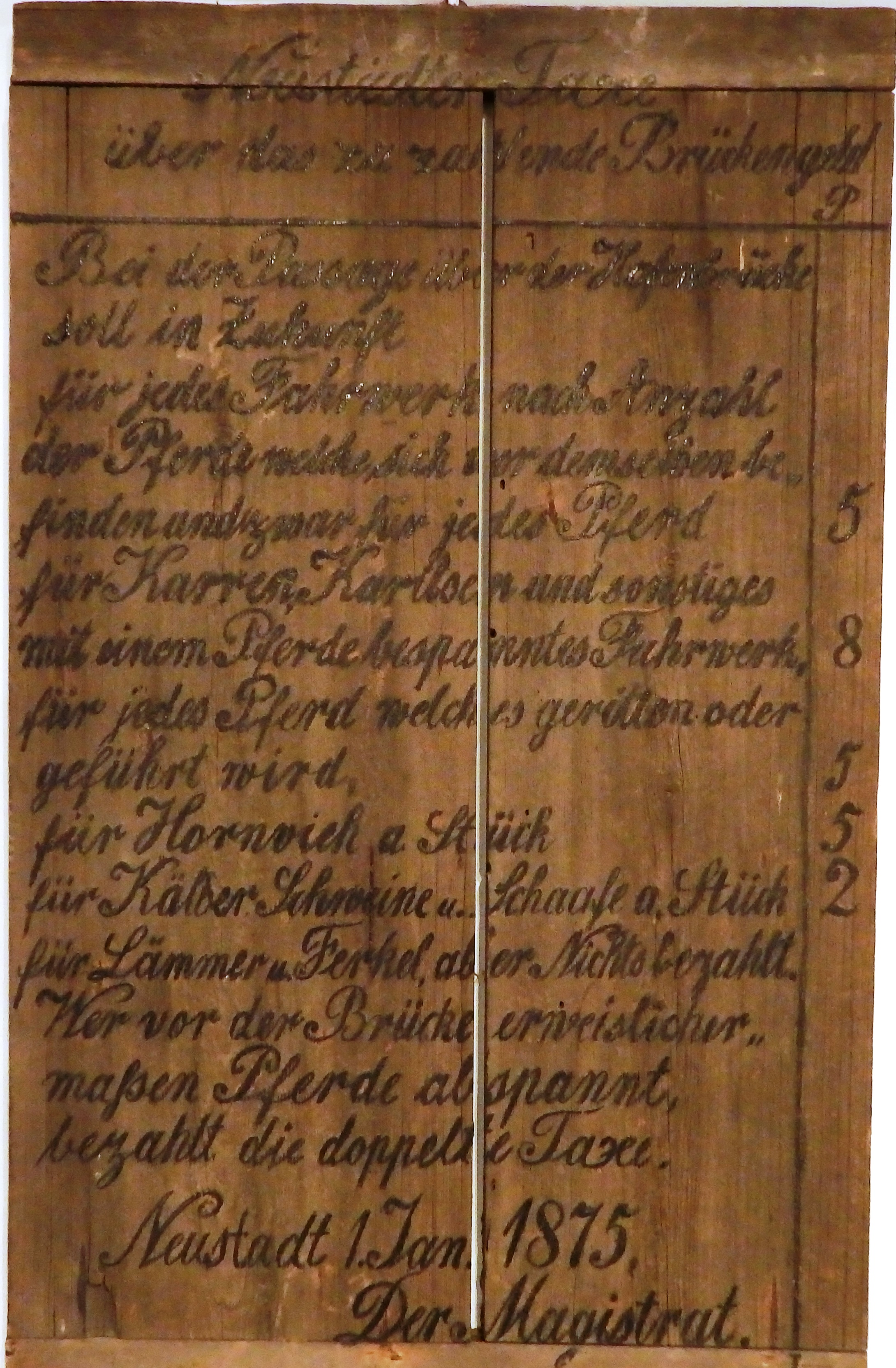
„Brückengeld“-Regelung von 1875 auf Holztafel, Neustadt in Holstein

In Großbritannien gab es in frühindustrieller Zeit die Turnpike Roads, Fernstraßen, die von Mautgesellschaften (Turnpike Trusts) verwaltet und unterhalten wurden. Das „turnpike“ war eine Barriere, die nach Entrichtung der Maut geöffnet wurde.

## Ziele und Prinzipien

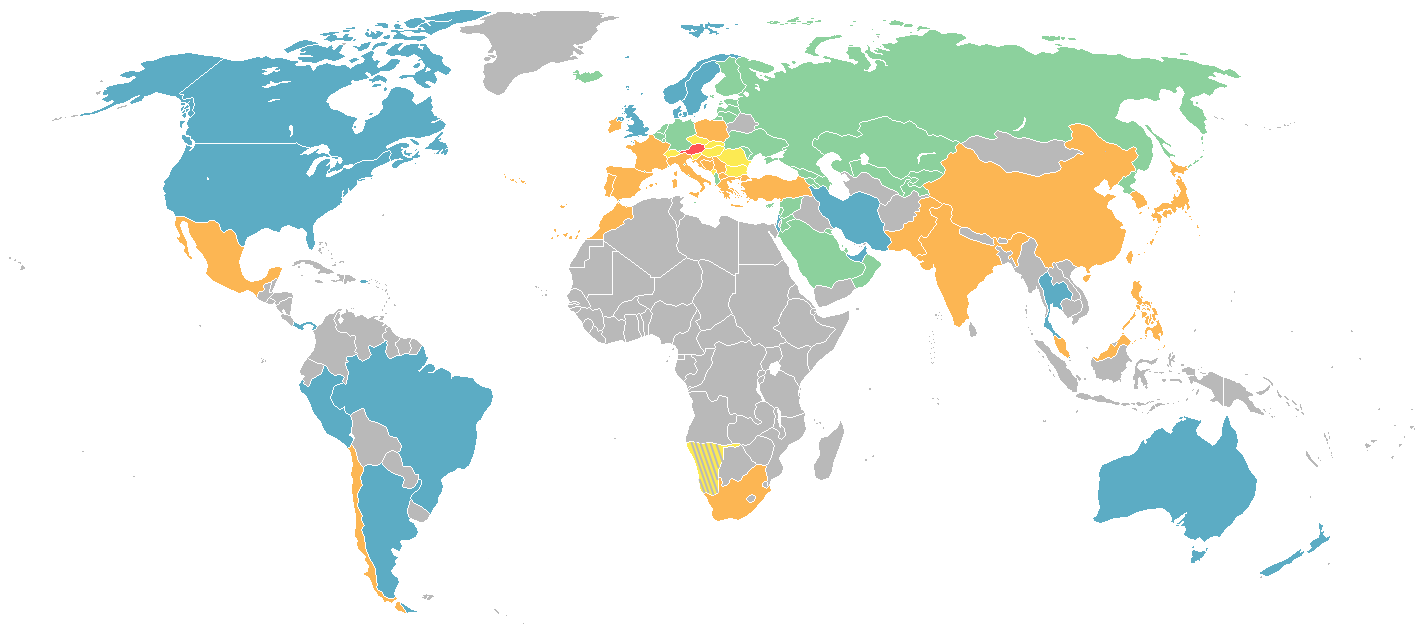
Weltkarte der Pkw-Autobahnmaut
Farbschlüssel:
keine Pkw-Autobahnmaut
Sondermautstrecken
Vignettenpflicht
Streckenmaut
Vignettenpflicht und (vignettenfreie) Sondermautstrecken
keine Angaben

Die Ziele von neuzeitlichen Straßenbenutzungsgebühren können sein:
- die Finanzierung bestehender oder zukünftiger Straßeninfrastruktur und Begleichung der Bau- und Betriebskosten für die Wege (Wegekosten mit dem Ziel der Herstellung einer Kostenwahrheit im Verkehr);
- die Steuerung der Nachfrage nach dem knappen Gut „Straße“ mit dem Ziel der Staureduktion bzw. dessen effizientere Nutzung (Travel Demand Management) – hierbei ist eine Preisdifferenzierung bzw. dynamic pricing sinnvoll um die Auslastung entsprechend zu steuern;
- die Entlastung der Umwelt durch einen Preis und somit Verringerung der motorisierten Verkehrsteilnahme;
- die Generierung von zusätzlichen Einnahmen für die öffentlichen Haushalte;
- die Internalisierung von externen Kosten. Das sind Umweltkosten, die vom Verursacher nicht vollständig getragen werden, wie die sozialen und ökologischen Kosten durch Lärmemissionen und Luftverschmutzung sowie Teile der Unfallfolgekosten (beispielsweise Ressourcenausfallkosten).
- verkappte Vergeltung für nationale Regelungen von Nachbarländern und Ausgleich unpopulärer politischer Disparitäten.
- Entlastung öffentlicher Haushalte durch private (Vor-)finanzierung zum Beispiel im Rahmen einer Public Private Partnership. Wenn Staatsanleihen zinsgünstiger sind als entsprechende Kredite auf dem privaten Markt ist dieses Modell jedoch fragwürdig.

Allgemein lassen sich zwei Prinzipien der Mautberechnung unterscheiden:
- Bei der zugangsbezogenen Gebühr wird das Recht auf Zugang für die Nutzung bestimmter Straßen (Areale, Bauwerke etc.) erworben, ohne dass es auf die tatsächliche Nutzung ankommt. Der Zugang kann zeitlich beschränkt sein, beispielsweise Tag, Woche, Monat, Jahr. Diese Art der Maut wird meist per Autobahnvignette erhoben und ist vergleichsweise einfach zu erheben und zu kontrollieren. Sie benachteiligt Wenig-Fahrer oder kurzzeitige Besucher eines Landes, und begünstigt Viel-Fahrer.
- Bei der nutzungsabhängigen Gebühr zahlt der Mautpflichtige abhängig von der tatsächlich erfolgten Nutzung, ggf. an einer Mautstelle. Die Maut kann räumlich definiert sein: zurückgelegte Entfernung, durchfahrene Abschnitte, Anzahl (Tunnel-)Durchfahrten oder zeitlich (Gebühr in Abhängigkeit vom Aufenthalt in einer Zone). Darüber hinaus können beispielsweise entfernungsbezogene Gebühren zeitlich variieren (im Berufsverkehr höher etc.)

Die Höhe einer Maut kann von verschiedenen Eigenschaften des Nutzers bzw. seines Fahrzeuges abhängig gemacht werden. Am häufigsten ist sie abhängig von der Größe, Länge bzw. dem Gewicht des Fahrzeugs (z. B. Mautpflicht für Pkw und Lkw-Maut), aber auch andere Abhängigkeiten (Achszahl, Schadstoffklasse, Nutzungszeit und Wochentag, Art der transportierten Güter) kommen vor.
Es gibt landesweite Mautsysteme und streckenbezogene Mautstraßen, letztere sind teils Privatstraßen.

## Innenstadtmaut
Eine Innenstadtmaut bezeichnet die Erhebung von Gebühren für die Nutzung innerstädtischer Straßen in der Regel für Lkw und Pkw.
Die Städte Singapur und Hongkong gelten unter Verkehrsplanern als „klassische“ Beispiele für Verkehrsminderung und -beruhigung durch Mauterhebung für die Einfahrt von Kraftfahrzeugen in den Innenstadtmaut-Bereich. In Hongkong ist allerdings die Einführung letztlich am Widerstand der Öffentlichkeit gescheitert. Bereits Mitte der 1980er-Jahre übernahmen norwegische Städte diese Maut (Bergen, Trondheim, Oslo). In Bergen wurde 1985 die Einfahrt in die Innenstadt an die Entrichtung einer Gebühr von 25 Kronen (etwa 3 Euro) an speziellen Mautstellen gekoppelt. Während die Modelle in Norwegen hauptsächlich der Straßenfinanzierung dienen, begründen Kommunen die Erhebung der Straßenbenutzungsgebühr zunehmend mit dem Umweltschutz. Die Verteuerung des Individualverkehrs soll Anreize für den Umstieg auf öffentliche Verkehrsmittel geben.
Im Februar 2003 wurde in London eine Straßenbenutzungsgebühr (London Congestion Charge) eingeführt, um die Stauprobleme in der Innenstadt zu lösen. Jeder Autofahrer, der werktags zwischen 7 Uhr und 18 Uhr in die Innenstadt einfährt, hat 10 Pfund (Stand: 4. Januar 2011) (etwa 12 Euro) zu zahlen. Es gibt auch Varianten, bei denen die Zufahrtswege in die Städte bemautet werden: zum Beispiel San Diego, Tokio.
Die Stockholmer Bevölkerung hat sich am 24. September 2006 für eine Auto-Maut in ihrer Innenstadt ausgesprochen. 53,1 % der etwa 600.000 Wahlberechtigten stimmten bei dem Referendum für die Maut.

## Mautsysteme in Europa
Mautsysteme gibt es in mehreren europäischen Staaten:
- in Bulgarien, Deutschland, Frankreich, Griechenland, Italien, Kroatien, Österreich, Polen, Portugal, Rumänien, der Slowakei, Slowenien, Spanien, Tschechien und Ungarn (alles EU-Mitglieder)
- in Norwegen und in der Schweiz (Nicht-EU-Mitglieder)
- in Bosnien und Herzegowina, Montenegro, Nordmazedonien, Serbien und der Türkei (EU-Beitrittskandidaten)

In den Ländern der Europäischen Union müssen die Mautregelungen für Straßenbenutzungsgebühren – zum Beispiel Autobahnvignette – mit EU-Recht vereinbar sein. Ungleichbehandlungen aufgrund der Staatsangehörigkeit sind nach Art. 18 AEUV verboten (siehe auch Diskriminierungsverbot). Dies gilt auch für sogenannte „versteckte Diskriminierungen“, die zwar nicht ausdrücklich an das Merkmal der Staatsangehörigkeit anknüpfen, aber faktisch zu demselben Ergebnis führen.
Die EU-Kommission hat am 14. Mai 2012 eine „Mitteilung über die Erhebung nationaler Straßennutzungsgebühren auf leichte Privatfahrzeuge“ herausgegeben. Sie will (Stand: Juli 2012) durch „Leitlinien“ klarstellen, wie die Mitgliedstaaten ihre Vignettensysteme für leichte Privatfahrzeuge EU-rechtskonform ausgestalten können. Sie hält Mautsysteme grundsätzlich für besser als Vignettensysteme, da es sich um „entfernungsabhängige, unmittelbar mit der Nutzung der Infrastruktur verbundene Entgelte handelt“ und sie fordert die Einführung von Kurzzeitvignetten, damit Fahrer aus anderen Mitgliedstaaten nicht benachteiligt werden.
Der Sachverständigenrat für Umweltfragen (SRU) schrieb 2005 in einem Gutachten:

„Die Bundesregierung sollte sich im Rahmen der ‚Eurovignetten‘-RL dafür einsetzen … Straßennutzungsgebühren für PKW (PKW-Maut) sollten aus Akzeptanz- und Datenschutzgründen sowie zur Vermeidung einer Verkehrsverlagerung auf das untergeordnete Straßennetz … nur zur Entlastung von besonders verkehrsreichen Ballungsräumen eingesetzt werden.“

### „Gemeinsame“ Lkw-Straßenmaut in Europa
Zum 1. Januar 1995 führten Belgien, Dänemark, Deutschland, Luxemburg, Niederlande und Schweden eine Autobahnbenutzungsgebühr für Lkw auf der Basis des Übereinkommens über die Erhebung von Gebühren für die Benutzung bestimmter Straßen mit schweren Nutzfahrzeugen (sog. Eurovignettensystem) ein. Mit Einführung des Toll-Collect-Systems 2003 trat Deutschland aus dem Übereinkommen aus. Belgien hat 2016 ein eigenes, streckenbasiertes System eingeführt und gehört seitdem nicht mehr zu den Eurovignetten-Ländern. Ab 1. Januar 2025 wird Dänemark aus dem System aussteigen, so dass die Eurovignette dann nur noch in Luxemburg, den Niederlanden und in Schweden gilt. Sie ist in diesen Ländern für Nutzfahrzeuge ab einer zulässigen Gesamtmasse von 12 Tonnen verpflichtend.
Die EU-Verkehrsminister sind seit Längerem bestrebt, ein möglichst einheitliches Mautsystem einzuführen. Am 18. Dezember 2003 überließen das Europäische Parlament und der Rat der Europäischen Union die Entscheidungen für die Technik des jeweiligen Lkw-Mautsystems den einzelnen Mitgliedstaaten. Allerdings sollten die Systeme kompatibel sein. Die Verhandlungen scheiterten zuletzt am 9. März 2004 an Deutschland und Österreich. Es wird vermutet, dass beide Staaten relativ hohe Berechnungsgrundlagen für die Mautgebühren durchsetzen wollten. Am 9. April 2004 erließen das Europäische Parlament und der Rat eine Richtlinie zur Interoperabilität europäischer Mautdienste (EETS). Diese Richtlinie befindet sich derzeit in der Umsetzung. Ab 2013 sollte für die Mautsysteme der EU-Staaten nur noch ein gemeinsames Gebührenerfassungsgerät (On-Board-Unit) notwendig sein.
Damit wurde der Vorschlag der EU-Kommission abgelehnt, die ab 2012 generell ein (vorzugsweise mittels Galileo) satellitengestütztes System vorschreiben wollte. Nun steht jedem Mitgliedstaat die Auswahl frei. Die Systeme müssen nur kompatibel zueinander sein. Diese Entscheidung hängt nach Zeitungsberichten unmittelbar mit den Problemen zusammen, die es anfangs bei der Einführung eines satellitengestützten Lkw-Mautsystems durch Toll Collect in Deutschland gegeben hatte.
Seit dem 1. Januar 2005 läuft die Mauterhebung in Deutschland weitestgehend ohne Probleme. Damals galt die satellitengestützte Feststellung der zu zahlenden Fahrtstrecken als die für den Benutzer bequemste und flexibelste Variante; sie wurde auch als Vorzeigetechnologie beworben und galt manchen als eine Rechtfertigung für das Galileo-Projekt. Seit Langem ist praktisch überall mobiles Internet möglich (namentlich mit Notebooks und Smartphones); die Vorab-Buchung mittels Internetportal hat sich etabliert. Die aufgestellten Terminals haben an Bedeutung verloren.

### „Gemeinsame“ Pkw-Straßenmaut in Europa
Unterschiedliche Systeme in Europa stellen für Autofahrer eine Belastung und ein Mobilitätshindernis dar. Die EU-Verkehrskommissarin Violeta Bulc machte sich daher im Januar 2015 für eine europaweite kilometerabhängige Pkw-Maut stark. Mittelfristig soll ein europäisches System für Lkw und Pkw entwickelt werden, das die gefahrenen Kilometer mit einem einheitlichen Gerät abrechnet. Offen bleibt, ob alle Staaten Maut erheben sollen und auf welche Straßen sich die Gebühren beziehen sollen.

### Dänemark
In Dänemark sind mautpflichtig
- die Storebæltsbroen,
- die von einer internationalen Gesellschaft gebaute und getragene Öresundquerung, und
- die 18 km lange Fehmarnbelt-Querung im Zuge der Bundesautobahn 1 nach Dänemark soll mithilfe einer Maut refinanziert werden.

Ab 1. Januar 2025 wird für Lkw mit einer zGM von mindestens 12 t eine streckenabhängige Maut erhoben.

### Deutschland

Deutsches Verkehrszeichen 390:
Mautpflicht nach dem Bundesfernstraßenmautgesetz

#### Geschichte

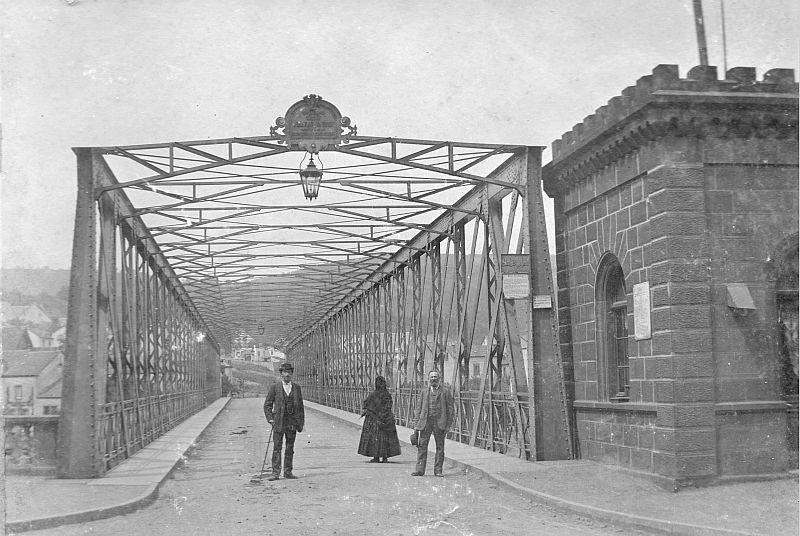
Die erste Straßenbrücke in Mettlach war mautpflichtig; dieses Foto aus dem Jahre 1896 zeigt rechts das Mauthäuschen

Im Mittelalter war die Maut oft mit Geleitsabgaben (wie dem Leibzoll) und Zöllen vermischt. Speziell in Deutschland bildete die Maut eine „Quelle finanzieller Ausbeutung“, was sich in den Begriffen Wegzoll sowie Wegeregal niederschlug. Im 19. Jahrhundert setzte sich die Erkenntnis durch, dass die Erhebung von Wegegeld nicht nur erheblichen Aufwand und Kosten verursacht, sondern auch – nicht zuletzt wegen der erforderlichen Schlagbäume – die wirtschaftliche Entwicklung behindert. Folglich kam es zur Aufhebung 1828 in Bayern und Württemberg (im inneren Verkehr), 1831 in Baden, 1865 in Kurhessen sowie 1875 in Preußen (in Frankreich wurden Wegegelder bereits 1806 abgeschafft). Nur Brückengelder wurden auch im 19. Jahrhundert noch in größerem Umfang erhoben.

#### Aktuelle Situation
In Deutschland wird durch ein aufwändiges technisches System für Lkw eine Maut auf den Bundesautobahnen und auf allen Bundesstraßen erhoben. Eine Maut für Pkw ist nach Plänen des früheren Verkehrsministers Dobrindt bereits in Planung.
Vom Staat erhobene Gebühren müssen in der Bundesrepublik Deutschland wieder dem Sachgebiet, in dem sie erhoben worden sind, zugutekommen, in diesem Fall der Instandhaltung und dem Neubau von Verkehrsinfrastruktur. Sie fließen – abzüglich der Betreibervergütung für Toll Collect – an die Verkehrsinfrastrukturfinanzierungsgesellschaft. Die Maut-Gebühren werden im Rahmen von „öffentlich-privaten Partnerschafts“-Projekten im Gegenzug für Straßenbau und -erhaltung bei einigen Strecken (derzeit vier Autobahnabschnitte, geplant sind weitere sieben) auch an private Unternehmen gezahlt.

#### Lkw-Maut

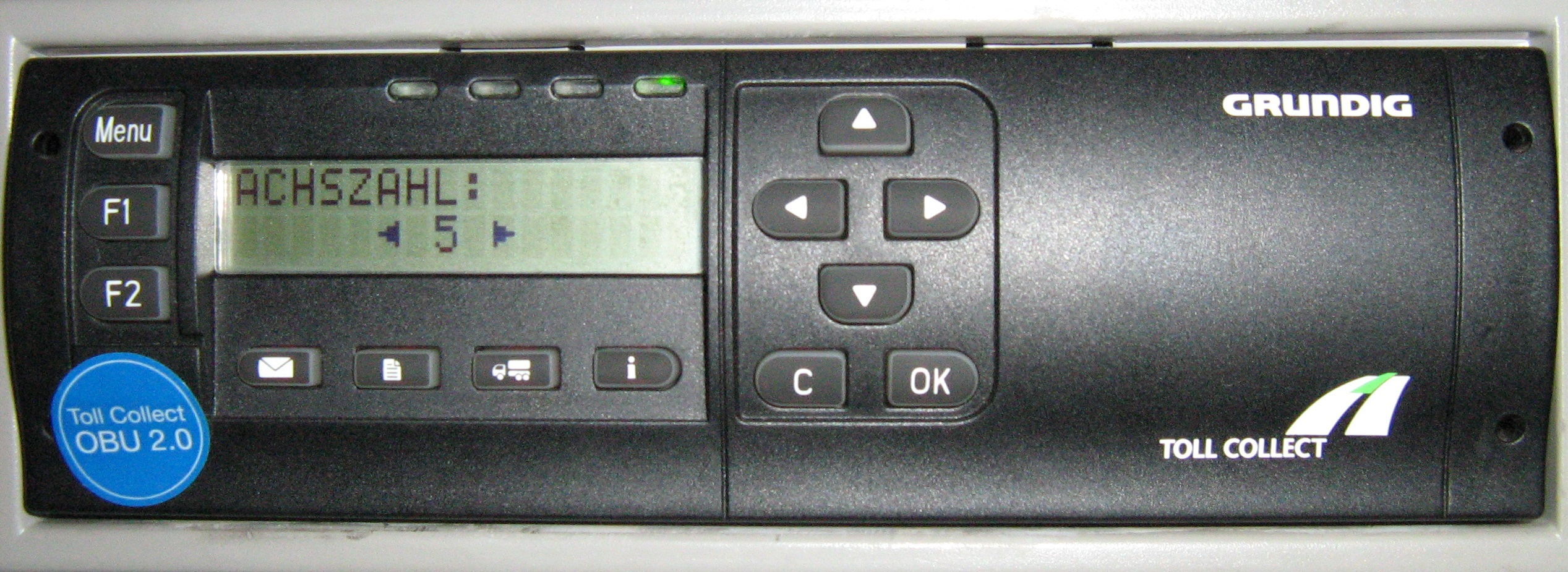
On-Board-Unit für Lkw-Maut

Deutschland nahm von 1995 bis 2003  am Eurovignettensystem teil. Dieses wurde 2005 durch eine entfernungsabhängige Lkw-Maut auf Autobahnen ersetzt. Die Maut wurde inzwischen auf Bundesstraßen und Fahrzeuge ab 7,5 Tonnen zGG ausgeweitet. Wegen verschiedener Probleme des mit der Realisierung beauftragten Unternehmens Toll Collect wurde der ursprüngliche Termin 2003 nicht gehalten.

#### Pkw-Maut
Seit den 1990er-Jahren wurde die Einführung einer Pkw-Maut diskutiert. Eine Einführung wurde schließlich im Koalitionsvertrag für das Kabinett Merkel III festgelegt. Überlegungen, diese nur für ausländische Pkw (2013) oder für alle Straßen im Bundesgebiet einzuführen (Konzept Juli 2014) wurden fallen gelassen.
Durch das am 12. Juni 2015 in Kraft getretene Infrastrukturabgabengesetz (InfrAG) wurde in Deutschland eine generelle Abgabenpflicht für Pkw (§ 1 Abs. 1 InfrAG) eingeführt. Der Europäische Gerichtshof entschied am 18. Juni 2019, dass die hiermit beschlossene Pkw-Maut mit EU-Recht unvereinbar sei, da dadurch ausländische Fahrzeughalter diskriminiert würden.
§ 1 Abs. 1 InfrAG sieht nach seinem Wortlaut zwar nur eine Abgabepflicht für Benutzung von Bundesfernstraßen nach § 1 des Bundesfernstraßengesetzes (FStrG) vor; dies hat jedoch zur Folge, dass die Infrastrukturabgabe (Maut) ausschließlich dem Bund zusteht. Eine Zulassung zu deren Nutzung ist für inländische Pkw ohne Nachweis der Entrichtung der Abgabe und Ausgleich eventueller Rückstände nicht möglich (§ 9 Abs. 3 und 5 InfrAG). Bereits zugelassene Pkw werden ohne deren Entrichtung nach Beginn der Erhebung nach § 9 Abs. 6 InfrAG von Amts wegen außer Betrieb gesetzt.
Die Höhe der Abgabe richtet sich nach der Anlage zum InfrAG und beträgt maximal 130 Euro. Gleichzeitig mit Beginn der Erhebung der Infrastrukturabgabe tritt eine Kfz-Steuer-Ermäßigung für inländische Halter in gleicher Höhe in Kraft (Art. 1 Nr. 7 in Verbindung mit Art. 3 Abs. 2 des Zweiten Verkehrsteueränderungsgesetzes).

#### Maut für Einzelbauwerke

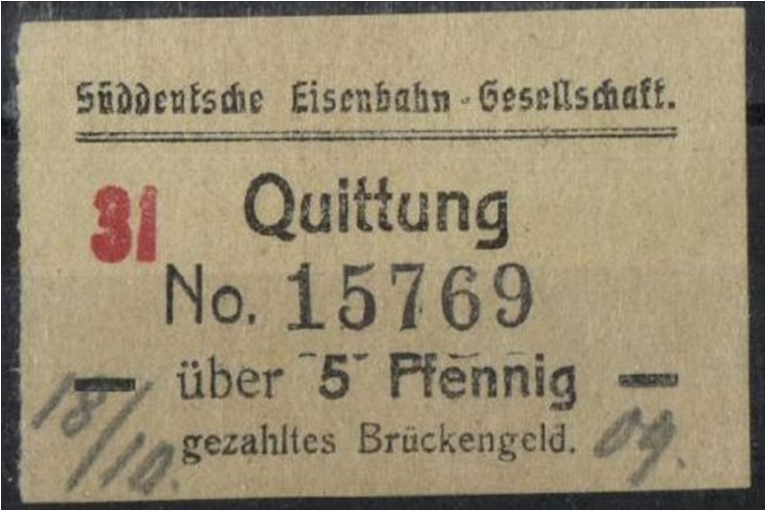
Quittung der Süddeutschen Eisenbahn-Gesellschaft für fünf Pfennig gezahltes Brückengeld

Ein früherer Sonderfall einer bundeseigenen, mautpflichtigen Straße ist die Roßfeldhöhenringstraße. Rechtlich ist sie eine Privatstraße der Bundesrepublik Deutschland. Des Weiteren gibt es in Bayern einige kleinere private oder gemeindeeigene Mautstraßen, für deren Benutzung Mautgebühren verlangt werden.
Seit September 1994 besteht mit dem Fernstraßenbauprivatfinanzierungsgesetz die Möglichkeit, den Bau, die Erhaltung, den Betrieb und die Finanzierung von Brücken und Tunneln im Zuge von Bundesautobahnen und Bundesstraßen an private Unternehmen zu übertragen (siehe: Öffentlich-private Partnerschaft und F-Modell). Zur Refinanzierung erhalten diese dann das Recht zur Erhebung von Mautgebühren.
Das Gesetz wird wie folgt umgesetzt: Beim sogenannten „F-Modell“ baut und betreibt ein Privater die Straße mit einer öffentlichen Anschubfinanzierung von in der Regel 20 % und erhält 30 Jahre lang eine für diese Strecke gesondert berechnete Maut für Pkw und Lkw. Dieses Modell ist bisher bei nur zwei Projekten angewandt worden, dem 2003 eröffneten Warnowtunnel bei Rostock und dem 2005 in Betrieb gegangenen Herrentunnel bei Lübeck. Beim Herrentunnel wurden nicht 20 %, sondern 55 % von der Öffentlichen Hand als Anschubfinanzierung geleistet. Begründet wurde dies damit, dass ein Neubau der baufälligen Herrenbrücke, die durch den Herrentunnel ersetzt wurde, eben diese Kosten verursacht hätte. Diese Finanzierung ist sowohl für die geplante Hafenquerspange (A 252 entlang dem Stadtteil Wilhelmsburg und durch Teile des Hamburger Hafens) als auch für die Elbquerung der A 20 bei Glückstadt und die Elbquerung der A 21 bei Lüneburg vorgesehen. Grundgedanke ist dabei, dass bei Projekten dieser Art der Nutzen für die Pkw- und Lkw-Fahrer so groß sei, dass sie bereit sind, dafür zusätzliche Entgelte zu zahlen, weil sie Zeit und/oder Geld sparen.

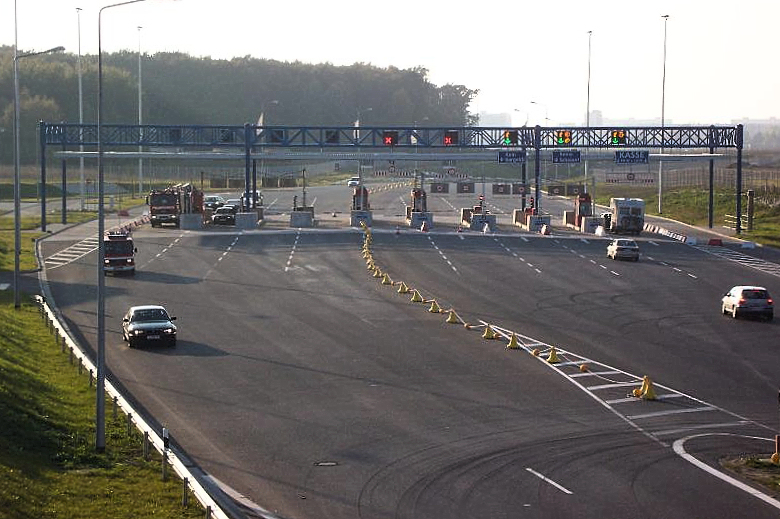
Mautstelle vor dem östlichen Tunnelportal des Warnowtunnels

- In Rostock wurde am 12. September 2003 der Warnowtunnel eröffnet. Der Straßentunnel verbindet als Bundesstraße 103 die Regionen westlich und östlich der Warnowmündung und bildet mit der A 19 im Osten und der A 20 im Süden den äußeren Tangentenring Rostocks. Erbaut und finanziert wurde der 220 Mio. Euro teure Tunnel vom französischen Konzern Bouygues, der auch die Betriebskonzession für 50 Jahre besitzt. Für die Fahrt durch den Tunnel wird für Pkw eine Maut von etwa fünf Euro erhoben.
- Am 26. August 2005 wurde in Lübeck der mautpflichtige Herrentunnel unter der Trave hindurch eröffnet. Er ersetzt die baufällige Herrenbrücke (Klappbrücke) im Verlauf der B 75 zwischen Lübeck und Travemünde.

Bei beiden Projekten ist weit weniger Verkehr angefallen, als in den Prognosen vorausgesagt worden war. Daraufhin wurde der Zeitraum, in dem der private Betreiber Maut erheben kann, für den Warnowtunnel von 30 auf 50 Jahre verlängert. Beim Herrentunnel wurde das Tarifsystem geändert; die Maut für Einzelfahrten wurde erhöht und ein Rabattsystem eingeführt. Der Fehlschlag der beiden Projekte ist im Wesentlichen darauf zurückzuführen, dass die Wirkung einer Maut auf das Verhalten der Nutzer falsch eingeschätzt wurde und daher unrealistische Prognosen über den zu erwartenden Verkehr erstellt wurden.
Weitere geplante Mautpflicht-Projekte:
- Bundesautobahn 8 – Zwischen Mühlhausen und Hohenstadt soll der Albaufstieg durch eine Maut refinanziert werden.
- Bundesautobahn 281 – Eine Weserquerung als Tunnel oder Brücke soll durch eine Maut refinanziert werden.

### Österreich

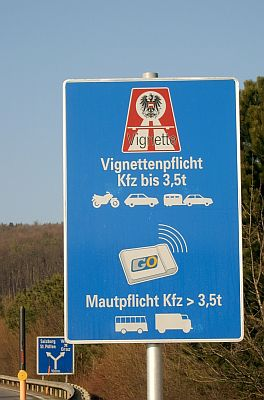
Mauttafel vor einer österreichischen Autobahnauffahrt

Das gesamte Autobahn- und Schnellstraßennetz Österreichs (Bundesstraßen, Straßen in Bundesbesitz) mit einer Länge von mehr als 2000 Kilometern wird von der staatlichen Autobahn- und Schnellstraßen-Finanzierungs-AG (ASFINAG) des Verkehrsministeriums betrieben.
Seit 1997 wird auf allen Autobahnen und Schnellstraßen des Landes von allen ausländischen und inländischen Fahrzeugen eine Maut erhoben. Die Einnahmen aus der Maut kommen ausschließlich der ASFINAG zugute. Diese wird für Pkw, Motorräder sowie Kraftfahrzeuge bis 3,5 t zulässige Gesamtmasse in Form von Autobahnvignetten (auch Autobahnpickerl oder Mautpickerl genannt), die ordnungsgemäß auf der Windschutzscheibe kleben müssen, verrechnet. Bei Motorrädern ist die Vignette an einem sauberen und nicht auswechselbaren Außenteil des Motorrades, wie z. B. am Gabelholm oder am Tank zu befestigen. Seit 2018 gibt es für einspurige Fahrzeuge und Kraftfahrzeuge bis 3,5 Tonnen auch die Möglichkeit einer digitalen Vignette, hierbei wird das Kennzeichen in einem öffentlich zugänglichen Register, der „Vignettenevidenz“, gespeichert.
Für das Jahr 2025 gelten für Fahrzeuge bis 3,5 Tonnen Gewicht folgende Tarife:
- Pkw/Wohnmobil: 1-Tages-Vignette 9,30 Euro, 10-Tages-Vignette: 12,40 Euro, 2-Monats-Vignette: 31,10 Euro, Jahresvignette: 103,80 Euro.
- Motorrad: 1-Tages-Vignette 3,70 Euro, 10-Tages-Vignette: 4,90 Euro, 2-Monats-Vignette: 12,40 Euro, Jahresvignette: 41,50 Euro.
- Für Pkw-Anhänger besteht grundsätzlich keine zusätzliche Vignettenpflicht.

Vignetten sind an vielen Tankstellen und Trafiken (Tabakgeschäften), an Autobahn- und Schnellstraßen-Raststätten sowie bei den Verkehrsclubs ÖAMTC und ARBÖ erhältlich. Die digitale Vignette kann online bei der Autobahn- und Schnellstraßen-Finanzierungs-AG (ASFINAG) gekauft werden. Für Unternehmer ist die Vignette sofort gültig, für Konsumenten erst nach 18 Tagen.
Im Falle einer Nutzung der Autobahnen und Schnellstraßen ohne gültige Vignette drohen aktuell folgende Geldbußen:
- Bei fehlender, abgelaufener, ungültiger oder nicht ordnungsgemäß befestigter Vignette: Ersatzmaut von 120 Euro (Pkw/Wohnmobil), 65 Euro (Motorrad).
- Im Falle einer Manipulation der Vignette sind 240 Euro (Pkw/Wohnmobil) bzw. 130 Euro (Motorrad) als Ersatzmaut vorgesehen.
- Werden die vorgesehenen Beträge nicht beglichen, folgen Verwaltungsstrafen zwischen 300 Euro und 3000 Euro.

Die Kontrolle der Pkw-Maut und Lkw-Maut erfolgt seit 2017 ausschließlich durch die Beamten der österreichischen Mautaufsicht. Diese ist mit weitreichenden Befugnissen wie Recht zur Anhaltung, Identitätskontrolle (Führerschein, Reisepass oder Personalausweis), Fahrzeugkontrolle, Blaulicht am Streifenwagen etc. ausgestattet. Die Kontrollen können jederzeit durch Ausleiten aus dem Fließverkehr, an Rastplätzen, Autobahnauf- und -abfahrten, auf speziellen Kontrollplätzen, durch die der Verkehr mittels Verkehrsleitanlagen ausgeleitet wird, erfolgen. Darüber hinaus wird die Vignette durch Kamerasysteme (die Automatische Vignettenkontrolle – AVK) kontrolliert.
Am 1. Januar 2004 wurde für alle Fahrzeuge über 3,5 Tonnen Gesamtgewicht die Vignette durch eine streckenbezogene Lkw-Maut abgelöst. Betrieben wird das weltweit erste flächendeckende Multilane-Freeflow-Mautsystem durch die Europpass-Lkw-Mautsystem GmbH, ursprünglich eine hundertprozentige Tochtergesellschaft der italienischen Autostrade S.p.A., dem größten Mautbetreiber Europas; sie wurde mit Wirkung vom 1. Januar 2005 von der ASFINAG übernommen. Zusätzlich gibt es bei den Sondermautstrecken eine höhere Maut. Die Mauttarife sind nach Anzahl der Achsen und EURO-Emissionsklassen gestaffelt und werden mittels GO-Box mit Mikrowellentechnologie, vollelektronisch und ohne Beeinträchtigung des Verkehrsflusses im Pre-Pay- oder Post-Pay-Verfahren eingezogen.
Für einige Streckenabschnitte, Tunnel und Brücken wird eine Sondermaut erhoben. Diese finanziert zweckgebunden in der ASFINAG den weiteren Ausbau einiger der abnorm teuren Alpentransversalen, wo ein Streckenkilometer durchschnittlich weit über das Zehnfache eines normalen Autobahnkilometers kostet. Für diese Streckenabschnitte ist (aus EU-rechtlichen Gründen) formal keine Vignette erforderlich. Da jedoch die übliche Zufahrt zu den Sondermautstrecken im Allgemeinen über vignettenpflichtige Straßen führt, muss in der Regel trotzdem eine Vignette gekauft werden, die in der Praxis zusätzliche Mautkosten für eine bestimmte Strecke bedeutet. Pendler, die auf ihrem Arbeitsweg eine der Sondermautstrecken befahren müssen, bekommen jedoch bei vorhandener Jahresvignette eine kostenlose Jahreskarte für „ihre“ Strecke. Diese Sondermaut wird an Mautstationen erhoben, in denen bar oder mit speziellen Wertkarten bezahlt werden kann (bei Lkw über die GO-Box ohne Stopp).
Abseits von den Autobahnen gibt es mautpflichtige Privatstraßen, wie z. B. die Großglockner-Hochalpenstraße, die Malta-Hochalmstraße oder die Silvretta-Hochalpenstraße. Zur Bemautung der Straße durch den Felbertauerntunnel mahnte die EU-Kommission 2014 wiederholt eine Änderung des Mautsystems an, da lokal zugelassene Fahrzeuge kostenlos fahren und dies – nach Ansicht der Kommission – eine unzulässige Diskriminierung von Unionsbürgern darstellt.

### Schweiz

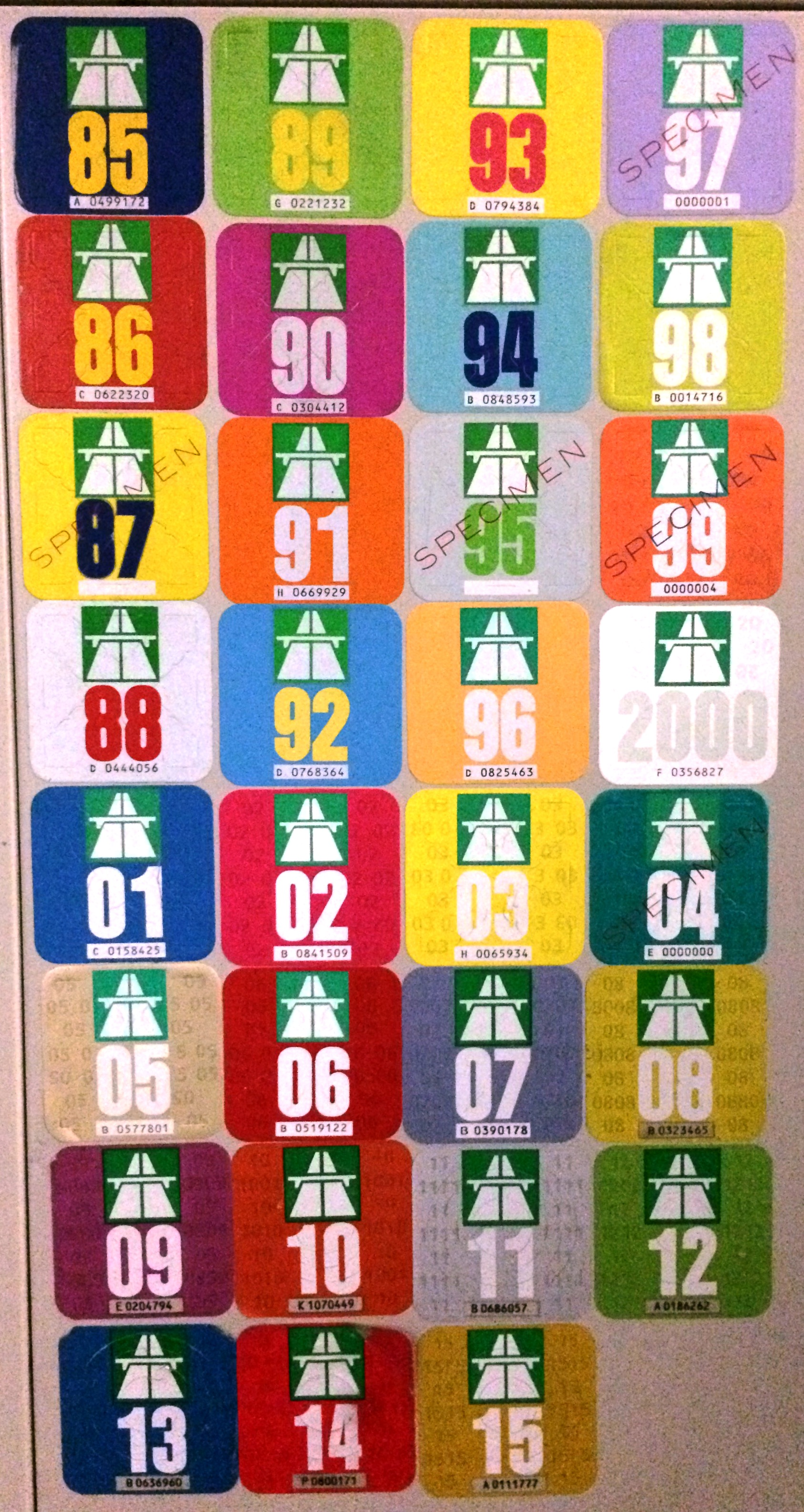
Vignetten bzw. deren Specimen, 1985–2015

Die Benützung öffentlicher Strassen ist in der Schweiz gebührenfrei (Art. 82 Abs. 3 BV). Diese Bestimmung hat ihren Hintergrund in den zahlreichen Wegzöllen, die im 19. Jahrhundert Handel und Wirtschaft übermäßig behindert hatten. Ausnahmen müssen von der Bundesversammlung genehmigt werden oder in der Bundesverfassung verankert sein. Das ist bei der Nationalstrassenabgabe (Art. 85a BV) und bei der Leistungsabhängigen Schwerverkehrsabgabe (LSVA; Art. 85 BV) der Fall.
In der Schweiz wird für alle Motorfahrzeuge und Anhänger bis zu 3,5 Tonnen Gesamtgewicht die Nationalstrassenabgabe für die Benutzung von Autobahnen und Autostrassen (Nationalstrassen 1. und 2. Klasse) erhoben. Die Abgabe wird in Form der Autobahnvignette bezahlt.
Eine Vignette ist jeweils gültig für die Zeit vom 1. Dezember vor dem aufgedruckten Jahr bis zum 31. Januar des Folgejahres. Sie kostet 40 Schweizer Franken. Eine Erhöhung des Vignettenpreises auf 100 CHF/Jahr wurde am 24. November 2013 in einer Volksabstimmung abgelehnt. Tages-, Wochen- oder Monatsvignetten gibt es nicht.
Das Benutzen von Autobahnen und Autostrassen des Nationalstrassennetzes ohne Vignette wird mit einer Ordnungsbusse von 200 Franken bestraft. Lenker eines Fahrzeuges mit einer nicht korrekt angeklebten Vignette – beispielsweise mit einer selbstklebenden Folie versehenen – werden ebenfalls mit einer Ordnungsbusse von 200 Franken geahndet. Die Buße kann bereits an der Grenze erhoben werden.
Die Leistungsabhängige Schwerverkehrsabgabe LKW (LSVA) ist eine elektronisch erhobene, entfernungsabhängige Maut für Lkw ab 3,5 Tonnen, die für alle Straßen in der Schweiz und Liechtenstein erhoben wird. Sie startete am 1. Januar 2001.
Der Grosse-St.-Bernhard-Tunnel ist die einzige von der Bundesversammlung genehmigte einzelmautpflichtige Straße der Schweiz. Er wird von einer Privatfirma betrieben. Die Passstraße zum Hospiz und weiter nach Italien ist mautfrei. Ohne Genehmigung durch die Bundesversammlung wird auch für die Durchfahrt durch den Munt-la-Schera-Tunnel zwischen Punt la Drossa (an der Straße zum Ofenpass) und Punt dal Gall, die Verbindungsstraße vom Unterengadin ins benachbarte italienische Livigno, eine Maut erhoben. Die Mautstation befindet sich bei der Staumauer des Lago di Livigno unmittelbar vor der italienischen Grenze. Ebenfalls werden Benutzungskosten bei gewissen kleineren Bergsträßchen erhoben. Aus rechtlicher Sicht ist es zulässig, «Ausnahmebewilligungen für das Befahren von Strassen, die grundsätzlich einem Fahrverbot unterliegen, an die Leistung einer Gebühr zu knüpfen» (Beispiel: die Zufahrt nach Zermatt). Der Benutzerkreis müsste aber eng beschränkt bleiben. Wenn eine Straße für die Öffentlichkeit befahrbar ist, so würde aber der Grundsatz der Gebührenfreiheit gelten, auch wenn die Straße nicht in staatlichem Besitz ist. In der Praxis scheint aber «einfach die Macht des Faktischen zu obsiegen, indem sich an einzelnen Gebührentatbeständen in eher abgelegenen ländlichen Verhältnissen offenbar schlicht niemand stört und diese daher stillschweigend toleriert werden, obwohl sie die Vorgaben von Art. 82 Abs. 3 verletzen.»

### Liechtenstein
Liechtenstein unterhält keine Autobahnen. Die Leistungsabhängige Schwerverkehrsabgabe LKW wird gemeinsam mit der Schweiz erhoben (siehe oben).

### Belgien
Seit 1991 ist in Antwerpen der mautpflichtige Liefkenshoektunnel in Betrieb. Die Föderalregierung Belgiens hat zum 1. April 2016 eine Maut (7 bis 30 Cent pro Kilometer) eingeführt. Sie gilt für Lkw über 3,5 Tonnen. Sie wird in der Regel auf Autobahnen und größeren Straßen fällig, in Brüssel gilt sie auch im Innenstadtbereich. Sie wird per OBU (On Board Unit) bezahlt. Betreiber des Mautsystems ist das Unternehmen Satellic. Das mautpflichtige Straßennetz und die dafür geltenden Tarife wurden von den drei belgischen Regionen (Flandern, Wallonien und Brüssel-Hauptstadt) festgelegt. Eine Besonderheit ist, dass die Maut in Flandern und Brüssel-Hauptstadt eine Steuer ist, in Wallonien dagegen handelt es sich um eine mehrwertsteuerpflichtige Gebühr, da die Straßen von dem Privatunternehmen Sofico verwaltet werden.

### Estland
Das estnische Parlament hat am 15. Juni 2017 ein Gesetz zur Einführung einer Maut in Form einer elektronischen Vignette beschlossen. Sie gilt für Lkw über 3,5 Tonnen und orientiert sich am Schadstoffausstoß und der Achsanzahl.

### Frankreich
In Frankreich wird die sogenannte péage für alle Fahrzeuge auf vielen Autobahnen erhoben. Die Autobahnen (A) sind blau (gebührenpflichtig), die Nationalstraßen (N) grün und die Départementstraßen (D) weiß gekennzeichnet (beide gebührenfrei). Im Elsass, in Lothringen und in der Bretagne ist die Autobahnbenutzung überwiegend kostenfrei. Die Autoroute A75 durch das Zentralmassiv zwischen Clermont-Ferrand und Montpellier ist bis auf den Viaduc de Millau mautfrei, ebenso Autobahnen, die durch Ballungszentren führen oder diese umgehen sollen. Die Erhebung erfolgt an festen Mautstellen durch Personal oder Automaten. Der Preis ist abhängig von der Entfernung und der Art des Fahrzeugs. Durchschnittlich kostet die Maut für einen Pkw etwa neun Cent pro Kilometer (Stand 2015).
In der Regel erhält der Autofahrer am Beginn der Mautstrecke bzw. an der Autobahnauffahrt ein Ticket. Abgerechnet wird dann die tatsächlich gefahrene Strecke am Ende der Mautstrecke bzw. an der Autobahnabfahrt mit Bargeld oder Karte. Über das Verfahren Télépéage ist eine berührungslose Erfassung während der Fahrt mit Schrittgeschwindigkeit (an einigen Mautstellen mit bis zu 30 km/h) auf dafür reservierten Fahrstreifen an den Bezahlstellen möglich. Hierbei erhält der Nutzer ein kleines Bordgerät, das er an der Windschutzscheibe seines Fahrzeuges befestigen muss. Dieses Gerät kommuniziert über Mikrowellen mit seinem Gegenstück an den Mautstationen. In der Vergangenheit galt ein Télépéage-Abonnement nur für die Autobahnen der jeweiligen Betreibergesellschaft; seit 2001 ist die gegenseitige Abrechnung möglich. Dieser zusätzliche Komfort wird unter dem Namen liber-t beworben. Auf einigen Autobahnabschnitten werden die Mautstationen abgebaut und durch Mautbrücken ersetzt, bei welchen man mit regulärer Geschwindigkeit fährt, ohne abzubremsen. Die Maut kann man an diesem Free Flow genannten System entweder vorab durch Registrierung, oder per Mautbox (liber-t System) bezahlen. Im November 2022 wurde auf der A79 das Free-Flow System eingeführt, im Jahr 2023 wird es auf der RN79 und im Jahr 2024 auf der A16 Paris Normandie eingeführt.
Zur Finanzierung der Autobahnen verabschiedete Frankreich 1955 ein Gesetz, das ein Mautsystem zur privaten Finanzierung des Autobahnbaus im Rahmen von Konzessionsverträgen vorsah. Heute gibt es elf Betreibergesellschaften für das gut 11.000 Kilometer lange Streckennetz. Einzelne Strecken sind allerdings bis heute noch im Staatsbesitz.
1970 gründeten fünf Tiefbaukonzerne, darunter die Société générale d'entreprises (ab dem Jahr 2000 unter dem Namen Vinci firmiert), GTM und Jean Lefebvre, gemeinsam mit den Banken Société Générale und Paribas die Autobahngesellschaft Cofiroute. Diese Unternehmen trugen die ganze Finanzierungslast und mussten mehr als fünfzehn Jahre warten, bis das Betreibermodell die ersten Gewinne abwarf. Seit 1970 hat Cofiroute über 800 km Autobahnen im Westen Frankreichs errichtet. Darüber hinaus hat sie 1988 den ersten Autobahnsender (107,7 – Musik und Verkehrsfunk) eingerichtet. Die Geschäftstätigkeit der 65-prozentigen Vinci-Tochter erstreckt sich auf Europa, Nord- und Südamerika und in geringem Umfang auf Asien.
Die Straßenmaut in Frankreich wird in fünf unterschiedliche Klassen unterteilt, die sich aus der Beschaffenheit, Höhe und Gewicht des Fahrzeugs oder des Gespanns zusammensetzt:
- Klasse 1 (leichte Fahrzeuge): Fahrzeuge mit einem zulässigen Gesamtgewicht von bis zu 3,5 Tonnen und einer Gesamthöhe von weniger als 2 m sowie alle Gespanne mit einem Zugfahrzeug bis zu 3,5 Tonnen zulässigem Gesamtgewicht und einer Gesamthöhe bis zu 2 m.
- Klasse 2 (mittlere Fahrzeuge): Fahrzeuge mit einem zulässigen Gesamtgewicht von bis zu 3,5 Tonnen und einer Gesamthöhe zwischen 2 m und 3 m sowie alle Gespanne mit einem Zugfahrzeug bis zu 3,5 Tonnen zulässigem Gesamtgewicht und einer Gesamthöhe zwischen 2 m und 3 m.
- Klasse 3 (Lkw und Busse mit zwei Achsen, auf der Autobahn A14 werden alle Busse mit zwei Achsen in Klasse 4 eingestuft): Fahrzeuge mit zwei Achsen mit einem zulässigen Gesamtgewicht über 3,5 Tonnen und einer Gesamthöhe von weniger als 3 m.
- Klasse 4 (Lkw und Busse mit drei oder mehr Achsen): Fahrzeuge mit einem zulässigen Gesamtgewicht von über 3,5 Tonnen, mehr als zwei Achsen oder einer Höhe über 3 m sowie alle Gespanne mit einem Zugfahrzeug mit über 3,5 Tonnen zulässigem Gesamtgewicht oder mit einer Gesamthöhe über 3 m.
- Klasse 5: Motorräder (mit oder ohne Beiwagen) und Trikes

In Frankreich beschloss die Regierung 2009 die Einführung einer Lkw-Maut. Nach den Präsidentschaftswahlen kündigte die neue Regierung im Oktober 2013 eine landesweite Aussetzung der Pläne an.

### Italien

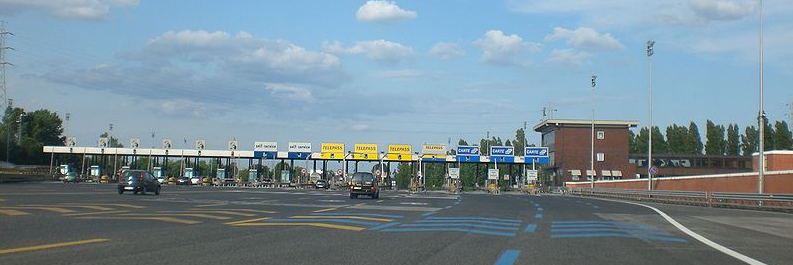
Mautstation in Italien, Autobahn A57

In Italien wird der pedaggio für die meisten Autobahnen erhoben. Straßen mit Autobahnzeichen auf grünem Grund sind in der Regel mautpflichtig, mit blauem Hintergrund kostenfrei.
Die meisten Strecken werden im geschlossenen System betrieben. Die Höhe der Maut bestimmt sich nach zurückgelegter Entfernung und benutzter Straße sowie nach der Fahrzeugklasse. Strecken mit hohem Bau- und Erhaltungsaufwand werden höher bemautet. Einige wenige Strecken werden im offenen System betrieben. Hierbei wird für einen Streckenabschnitt mit mehreren Anschlussstellen oder eine ganze Autobahn, unabhängig von der zurückgelegten Entfernung, nur ein Pauschalbetrag erhoben.
Zur Entrichtung der Maut zieht man im geschlossenen System an der Einfahrtstation an einem Automaten eine Mautkarte. Diese führt man an der Ausfahrtstation in den dortigen Automaten ein und bezahlt die berechnete Maut. Im offenen System wird entweder ebenso oder lediglich bei der Ein- oder Ausfahrt oder in der Mitte eines Streckenabschnitts kassiert. In beiden Systemen kann die Maut bar, mit italienischer Kontokarte, mit Kreditkarte oder mit einer Guthabenkarte entrichtet werden, die auch außerhalb Italiens erhältlich ist. Nutzer, die keine der genannten Zahlungsweisen verwenden wollen, können eine On-Board-Unit namens Telepass im Auto oder am Kraftrad befestigen, die jede Ein- und Ausfahrt auf die Autobahn an die Mautstation meldet.

### Kroatien
Für alle Autobahnen in Kroatien muss eine entfernungsabhängige Maut (Cestarina) gezahlt werden. Außerdem sind der Učka-Tunnel und die Krk-Brücke gebührenpflichtig. Wobei bei der Krk-Brücke die Maut temporär aufgehoben wurde (Stand: August 2022). Hinzu kam 2011 noch die Schnellstraße von Koper (Slowenien) ab Anschlussstelle Umag nach Pula.

### Norwegen
In Norwegen gibt es keine generelle Mautpflicht auf öffentlichen Straßen. Es wird aber häufig für die Benutzung von neu erbauten Kunstbauten (Tunnel, Brücken) und neu errichtete oder generalsanierte Straßenabschnitte eine zeitlich befristete Maut erhoben, bis das jeweilige Bauwerk abbezahlt ist (meist etwa 10 bis 15 Jahre). Anschließend werden die Mautstationen abgebaut.
Einige Privatstraßen sind jedoch unbefristet mautpflichtig. Beispiel hierfür sind die gerne von Touristen genutzten Straßen Peer Gynt Vegen und Jotunheimvegen.
Darüber hinaus gibt es City-Mautringe um Oslo, Bærum, Tønsberg, Kristiansand, Stavanger, Haugaland, Bergen und Namsos (Stand: 2010). Bei der Erhebung der City-Maut wird immer häufiger ausschließlich auf ein automatisches Zahlverfahren namens AutoPass gesetzt, das mit einer On-Board-Unit arbeitet. Eine Bar- oder Kartenzahlung an den Mautstellen ist dann nicht mehr möglich. Ausländische Autofahrer können die Maut entweder an Tankstellen kurz vor oder nach der Mautstation bezahlen, oder es wird die Maut später per Rechnung über eine Inkassofirma ohne Zuschläge erhoben. Einige Gemeinden verzichten bei ausländischen Fahrzeugen auch auf die Mauterhebung.
Seit 2009 gibt es für ausländische Autofahrer die Möglichkeit einer zeitlich befristeten Teilnahme am AutoPass-Verfahren. Hierbei ist keine On-Board-Unit nötig, vielmehr wird bei der Anmeldung das Kennzeichen registriert und beim Durchfahren einer Mautstation auf der AutoPass-Spur automatisch erfasst. Die Abrechnung erfolgt über Kreditkarte.
Für Nutzfahrzeuge mit einem zulässigen Gesamtgewicht über 3,5 Tonnen besteht seit 1. Januar 2015 eine Mautchip-Pflicht. Die Regelung, die für den Verkehr auf dem gesamten öffentlichen Straßennetz in Norwegen gilt, betrifft nur gewerblich genutzte Fahrzeuge. Für den Erhalt muss mit einer Mautgesellschaft ein Vertrag geschlossen werden; der Chip selbst ist kostenlos. Er ist auch an Zollstellen und teilweise auf den Fähren erhältlich und muss an der Innenseite der Windschutzscheibe angebracht sein. Bei jeder Mautstellen-Durchfahrt wird über den Chip der fällige Betrag abgebucht.

### Polen
In Polen sind die Hauptstrecken der Autobahnen A1, A2 und A4 per Gesetzesbeschluss sowohl für Personen- als auch für Lastkraftwagen mautpflichtig. Bei den Autobahnen A6, A8 und A18, Schnellstraßen und ausgewählten Abschnitten der Nationalstraßen besteht für Lastkraftwagen Mautpflicht.
Bei Autobahnen muss zwischen vom Konzessionär und von der staatlichen GDDKiA betriebenen Abschnitten differenziert werden. Die von privaten Gesellschaften betriebenen Autobahnabschnitte sind meistens teurer als die von der GDDKiA betriebenen. Außerdem müssen Personen- und Lastkraftwagen die Maut an den sich auf privat betriebenen Abschnitten befindlichen Mautstellen manuell bezahlen. Auf staatlich betriebenen Autobahn-, allen Schnellstraßen- und ausgewählten Landesstraßenabschnitten ist für alle Kraftfahrzeuge ein elektronisches Streckenmautsystem eingerichtet, das am 1. Juli 2011 die Vignettenmaut für Lkw ersetzt hat und seit 1. Juni 2012 für Pkw parallel zu der manuellen Entrichtung der Maut an Mautstellen benutzt werden kann. Die Kosten werden elektronisch aus den gefahrenen Kilometern mit Hilfe von Mautbrücken und der im Fahrzeug benötigten viaBOX (Lkw) und viaAUTO (Pkw) errechnet.
Zur Vermeidung von unbeabsichtigter Zahlung können an den Verkaufsstellen kostenlose „Aluminium-Safes“ abgeholt werden, in denen die viaBox aufbewahrt werden soll.

### Portugal
In Portugal wird auf einem Großteil der Autobahnen und Großbrücken eine entfernungsabhängige portagem erhoben. Andere Straßen in Portugal sind weitgehend mautfrei. In Portugal wird eine streckenbezogene Maut erhoben. Mautpflichtig sind in Portugal alle Fahrzeuge. In der Regel muss bei der Auffahrt zur Autobahn ein Ticket an der Mautstation gezogen werden, welches bei der Abfahrt von der Autobahn bezahlt werden muss. Neben der üblichen Barzahlung ist seit 1991 auch das elektronische Abbuchungssystem Via Verde in Betrieb. Immer mehr Mautstationen in Portugal sind für die automatische Mauterfassung konzipiert, sodass elektronische Mauterfassungsgeräte zur Abwicklung benötigt werden.

#### Mautkategorien
Die Höhe der Mautgebühren ist abhängig von der zurückgelegten Strecke und der Fahrzeugklasse. Folgend ein Überblick über die Fahrzeugklassen zur Mauterfassung in Portugal
| Fahrzeugklasse | Fahrzeug                                                                                    |
| -------------- | ------------------------------------------------------------------------------------------- |
| Klasse 1       | Motorräder und Pkw (auch mit Anhänger) mit einer Höhe an der ersten Achse unter 1,10 Meter. |
| Klasse 2       | Kfz mit zwei Achsen und einer Höhe an der ersten Achse über 1,10 Meter.                     |
| Klasse 3       | Kfz mit drei Achsen und einer Höhe an der ersten Achse über 1,10 Meter.                     |
| Klasse 4       | Kfz mit mehr als drei Achsen und einer Höhe an der ersten Achse über 1,10 Meter.            |

### Schweden
Das Straßennetz in Schweden ist für Pkw im Allgemeinen nicht mautpflichtig, auch zahlreiche Autofähren (schwedisch vägfärja) der Reederei der Straßenverkehrsbehörde Trafikverket sind kostenfrei zu benutzen.
Ausnahmen hiervon sind:
- Sowohl in Stockholm (Test im Jahr 2006, regulär seit 2007) als auch in Göteborg (seit 2013) gibt es Stadtbereiche, die mit der Trängselskatt (wörtlich Gedrängesteuer) belegt sind, welche das Verkehrsaufkommen an Werktagen reduzieren soll. Diese wird von den Fahrzeugen beim Passieren von Mautstellen erhoben, d. h. beim Ein- und Ausfahren aus diesem Bereich. Es bestehen jedoch Ausnahmen. So wird die Steuer nur an Werktagen von etwa 6–18 Uhr erhoben, wobei Tage vor Feiertagen nicht als Werktage gelten. Der übliche Urlaubsmonat Juli ist komplett frei. Weiterhin sind einige Fahrzeugklassen (z. B. Diplomatenfahrzeuge) ausgenommen. Seit dem 1. Januar 2015 werden auch im Ausland angemeldete Fahrzeuge erfasst.[43] In Stockholm sind zudem Fahrten durch den Bereich von und nach Lidingö ausgenommen, da diese Kommune nur über das Stockholmer Stadtgebiet zu erreichen ist. Die technische Lösung besteht darin, dass über der Fahrbahn Kameras angebracht sind, die passierende Fahrzeuge aufnehmen. Die Kennzeichen werden automatisch erkannt und die Maut dem Fahrzeughalter in Rechnung gestellt.
- Die beiden Brücken über den Svinesund sind Grenzübergänge nach Norwegen und mautpflichtig. Die neue Svinesundbrücke wurde wenige Wochen nach ihrer Fertigstellung mit einer Maut belegt, um die für den Bau aufgenommenen Kredite abzutragen. Die Brücke wurde ohne den Einsatz von Steuergeldern gebaut. Die alte Brücke über den Svinesund von 1946 wurde gleichzeitig auch mit Maut belegt.
- Die Öresundbrücke ist Grenzübergang nach Dänemark. Sie wurde ebenso über Kredite finanziert und ist zu deren Finanzierung mautpflichtig.
- Zum 1. Februar 2015 wurde für zwei neu erbaute Brücken bei Sundsvall und Motala nach norwegischem Vorbild eine Infrastrukturabgabe eingeführt. Sie wird wie die Citymaut durch vollautomatische Kennzeichenerkennung erhoben.[44]
- Autofähren, die nicht in das allgemeine Straßennetz aufgenommen wurden, sind kostenpflichtig.

Für Lkw ab einer zGM von 12 t ist eine elektronische Vignette („Eurovignette“) vorgeschrieben.

### Slowakei
Seit 1995 besteht in der Slowakei eine Mautpflicht auf Autobahnen und Schnellstraßen. Motorräder sind mautfrei. Nicht gebührenpflichtige Straßen sind durch das Verkehrszeichen BEZ ÚHRADY gekennzeichnet. Seit 2016 wird die Maut für Pkw ausschließlich elektronisch erhoben.
Für Lkw wurde das System mit Beginn 2010 durch ein System auf der GPS-Basis ersetzt.

### Slowenien
In Slowenien sind alle Autobahnen (slowenisch Avtocesta) sowie der Karawankentunnel durch die Maut Cestnina kostenpflichtig.
Am 1. Juli 2008 führte Slowenien eine Vignette nach österreichischem Vorbild ein. Es gab die Vignette als Jahres- (55 Euro) und Halbjahresvariante (35 Euro), was zu heftiger Kritik von in- und ausländischen Automobilclubs führte. Hintergrund war, dass Slowenien keine Vignette mit kürzerer Dauer herausgab. Somit verteuerte sich eine Fahrt hin und zurück um rund 27 Euro im Vergleich zur streckenabhängigen Maut.
Ab 1. Juli 2009 wurde für Pkw zusätzlich zu der ebenfalls neuen Wochenvignette (15 Euro) auch eine Ein-Monats-Vignette, die 30 Euro kostet, eingeführt. Im Gegenzug wurde der Preis für die Jahresvignette von 55 auf 95 Euro erhöht und die Halbjahresvignette abgeschafft. Für einspurige Fahrzeuge gab es eine Jahresvignette für 47,50 Euro, eine Halbjahresvignette für 25 Euro und eine Wochenvignette für 7,50 Euro. (Stand: 2013)
Ab 2014 änderten sich die Preise für die Jahresvignette bei Pkw von 95 auf 110 Euro, bei einspurigen Kraftfahrzeugen von 47,50 auf 55,50 Euro, sowie die Halbjahresvignette für einspurige Kfz von 25 auf 30 Euro. Weitere Änderungen wurden bei Fahrzeugklassen und Preisen vorgenommen, siehe Autobahnvignette Slowenien.

### Spanien

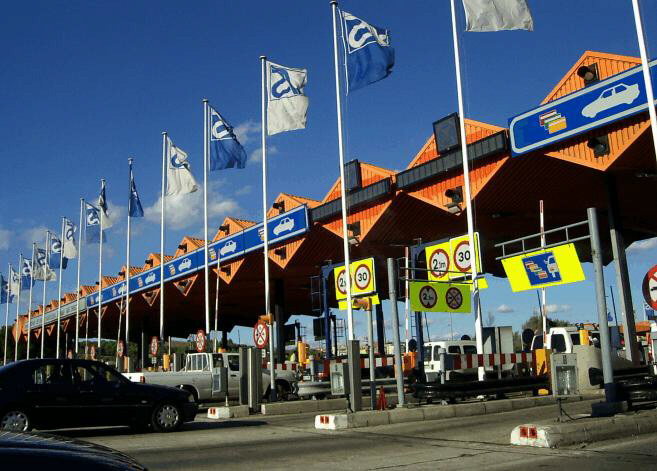
Mautstation bei Barcelona

In Spanien ist ein Teil der Autobahnen kostenpflichtig. Die Maut (span. Peaje) hängt von der Streckenlänge ab und wird an Mautstellen erhoben. Mautpflichtig sind im Wesentlichen die privat gebauten Autopistas. Die von der öffentlichen Hand betriebenen Autovías sind immer kostenlos. Nicht mautpflichtig sind auch die von den Regionen (Autonome Gemeinschaften Spaniens) unterhaltenen Autobahnen, wie z. B. die Ringautobahnen in den Ballungszentren. Kostenpflichtig sind hingegen die Radialautobahnen, die rund um Madrid die bestehenden Autovías entlasten sollen. Mautgebühren werden nicht gerundet, sondern centgenau erhoben, was bei Barzahlung umständlich sein kann.

### Tschechien
In Tschechien besteht auf Schnellstraßen und Autobahnen für alle Kraftfahrzeuge bis 3,5 Tonnen außer Motorrädern und Trikes eine Vignettenpflicht. Die Höhe der Maut richtet sich nach dem Gesamtgewicht von Kraftfahrzeug und einem eventuellen Anhänger. Es gibt Jahres-, Monats- sowie 10-Tages-Vignetten.
Der Preis für die 10-Tages-Vignette stieg 2012 auf 310 Kronen (rund 11,60 Euro). Die Monats-Vignette kostet 440 Kronen (16,50 Euro), die Jahres-Vignette 1.500 Kronen (56,10 Euro).
Die seit 2007 für Fahrzeuge über 12 Tonnen bestehende entfernungsabhängige Maut auf Autobahnen und Schnellstraßen wurde 2010 auf Fahrzeuge über 3,5 Tonnen ausgeweitet. Sie wird über ein Mikrowellensystem abgerechnet. Im Fahrzeug braucht man dazu eine premid-Box, die es an Tankstellen gibt. Die Maut betrug bis 2011 durchschnittlich 5 Kronen (etwa 18 Eurocent) pro Kilometer. 2012 wurde sie um 25 % erhöht.

### Türkei
Sechs türkische Autobahnen (türkisch Otoyol) sind mautpflichtig. Auf diesen muss eine entfernungsabhängige Maut gezahlt werden. Tunnel und teuere Bauwerke sind nicht gesondert mit Maut belegt, außer den beiden Bosporus-Brücken in Istanbul. Außer einer allgemeinen Autobahnmaut gibt es keine sonstigen Gebühren auf türkischen Straßen. Schnellstraßen sind mautfrei.
Die Einnahmen durch Mautgebühren betrug im laufenden Jahr 2005 231 Millionen Türkische Lira und sollen am Ende des Jahres nach amtlichen Schätzungen bei 350 Mio. YTL liegen. Die Bosporus-Brücken wurden von über 90 Mio. Fahrzeugen benutzt und die mautpflichtigen Straßen von über 80 Mio. Fahrzeugen.

### Ungarn
In Ungarn wird auf den Autobahnen M1, M3, M5, M6, M7, M30 und M35 Maut für alle Fahrzeuge erhoben. Für Pkw gibt es Vignetten für zehn Tage, einen Monat oder ein Jahr. Die Zulassungsnummern der Pkw werden gespeichert und man erhält lediglich eine Bestätigung. Es wird nichts hinter die Windschutzscheibe geklebt, die Überprüfung der bezahlten Maut wird elektronisch über das registrierte Kennzeichen durchgeführt. Das Kennzeichen wird dabei ohne Trennzeichen und ohne Umlaute gespeichert, so dass beispielsweise zwischen „G-ULF1“ und „GU-LF1“ oder aber zwischen „FÜ-R123“ und „F-UR123“ nicht unterschieden wird. Die Maut kann bei fast jeder Tankstelle bezahlt werden. Die Buchung der Mautgebühr ist mit Kreditkarte auch über das Internet möglich.
Seit dem 1. Juli 2013 wird eine streckenabhängige elektronische Lkw-Maut in Ungarn auf definierten Streckenabschnitten des Straßennetzes (Autobahnen, Autostraßen und Nationalstraßen) in einer Gesamtlänge von 6513 km erhoben. Die Höhe der streckenabhängigen Maut hängt von dem benutzten Straßentyp, von der Fahrzeugkategorie (J2, J3, J4) und von der Umweltklasse ab.
| Kategorie | Erklärung                                                                                   |
| --------- | ------------------------------------------------------------------------------------------- |
| J2        | Lastkraftwagen mit einem zulässigen Gesamtgewicht über 3,5 Tonnen mit zwei Achsen           |
| J3        | Lastkraftwagen mit einem zulässigen Gesamtgewicht über 3,5 Tonnen mit drei Achsen           |
| J4        | Lastkraftwagen mit einem zulässigen Gesamtgewicht über 3,5 Tonnen mit vier oder mehr Achsen |

Um am ungarischen Lkw-Mautsystem teilnehmen zu können, gibt es zwei verschiedene Möglichkeiten: die automatische und die manuelle Streckenbuchung. Bei der manuellen Streckenbuchung muss dabei noch zwischen der Einbuchung an einem Mautstellen-Terminal und der Einbuchung über ein Internet-Portal von HU-GO unterschieden werden.
Die automatische Einbuchung erfolgt über eine freiwillig eingebaute On-Board-Unit. Die Mauthöhe wird per Satellitennavigation ermittelt und zwecks Abrechnung per Mobilfunk an den Zentralrechner des Betreibers des On-Board-Geräts z. B. GPS-ART Kft. Dieser übermittelt die ausgewerteten Daten an die AAK, damit dieser die Streckenmaut einziehen kann. Dazu lässt das Speditionsunternehmen zunächst seine mautpflichtigen Fahrzeuge bei HU-GO online registrieren. Der Einbau kann vor oder nach der Registrierung durch einen autorisierten On-Board-Vertragspartner erfolgen.

### Weitere europäische Staaten
Belgien, Dänemark, Luxemburg, die Niederlande und Schweden erheben eine Lkw-Maut gemäß Eurovignettensystem. In Belgien sind zusätzlich der Liefkenshoektunnel, in Dänemark/Schweden die Öresundbrücke, in den Niederlanden der Westerscheldetunnel und in Dänemark die Storebælt-Brücke gebührenpflichtig.

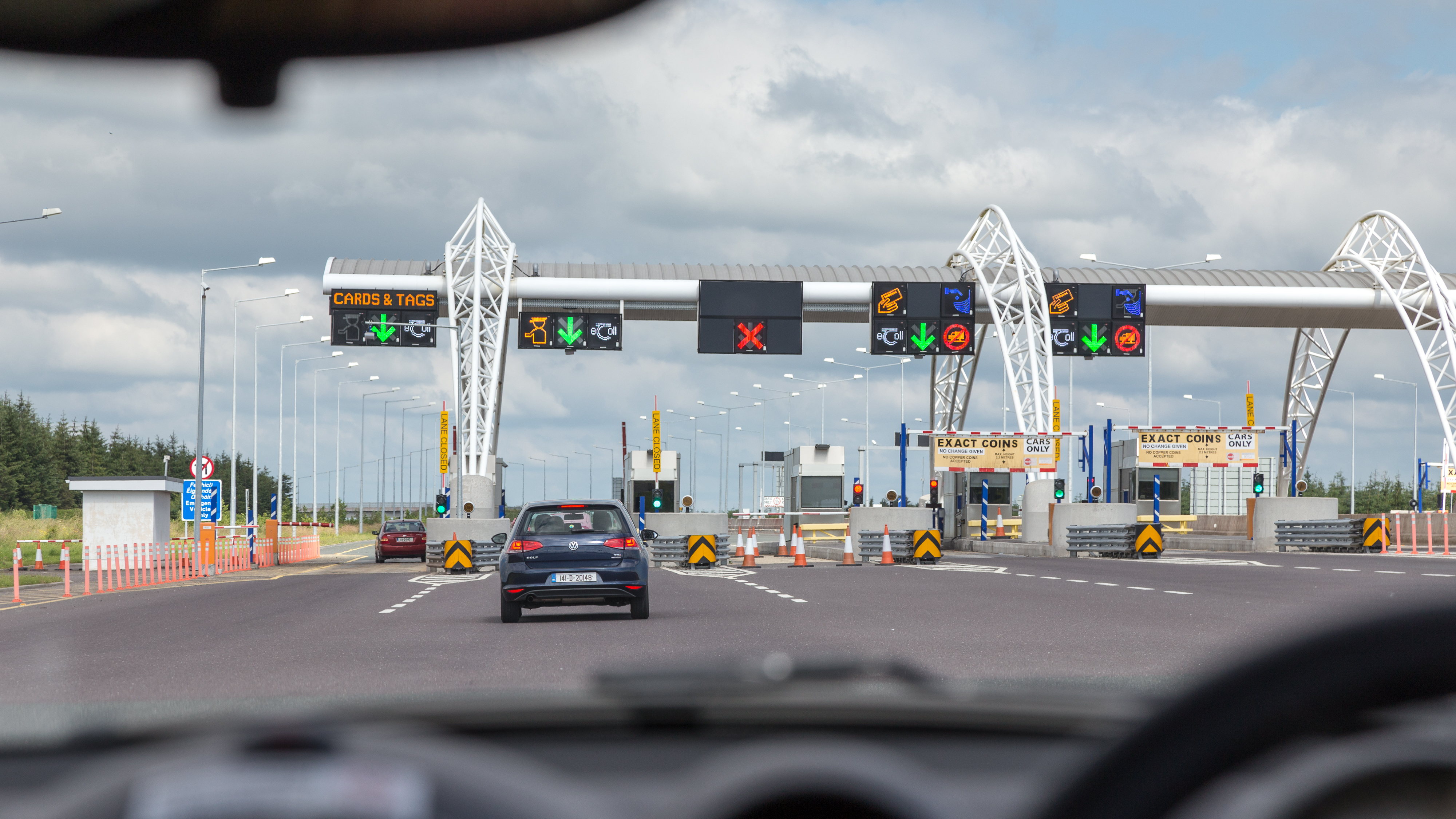
Mautstation in Irland

- In Albanien wird auf der Autostrada A1 für die Durchfahrt des Kalimash-Tunnels seit 2018 eine Maut erhoben. Auch ein 2024 eröffnetes Teilstück der A1 zwischen Thumana und Kashar ist Maut zu bezahlen. Für den 2024 eröffneten Llogara-Tunnel soll ab 2025 Maut erhoben werden.
- In Bosnien und Herzegowina wird auf der A1 die entfernungsabhängige Cestarina/Putarina für alle Fahrzeuge erhoben. Allerdings besteht noch kein geschlossenes Mautsystem, da noch nicht an allen Auf- und Ausfahrten Mauthäuschen errichtet wurden.
- In Bulgarien ist für alle Kraftfahrzeuge für die Benutzung der nationalen Straßen (ausgenommen innerstädtische Straßen) der Erwerb einer elektronischen Vignette (bulgarisch: Винетка, in Lateinschrift Vinetka) vorgeschrieben. Auf die Vignettenpflicht wird meist durch entsprechende blau-weiße Schilder am Anfang einer vignettenpflichtigen Straße hingewiesen. Zusätzlich müssen für alle Kraftfahrzeuge für die Benutzung der Donaubrücke zwischen Rousse (Bulgarien) und Giurgiu (Rumänien) (E70/E85) Gebühren bezahlt werden.
- In Griechenland werden für die A1, A2, A6, A7, A8, A9 Diodia erhoben.
- In Großbritannien wird für 13 Brücken eine Maut erhoben, beispielsweise auf dem Dartford Crossing. Weiterhin ist nördlich von Birmingham die M6 Toll mit einer Maut belegt.
- In Nordmazedonien wird auf den meisten Autobahnabschnitten eine entfernungsabhängige Patarina erhoben.
- In den Niederlanden sollte ab 2011 eine kilometerabhängige Maut für alle Straßen eingeführt werden. Dies ist zwischenzeitlich wieder auf Eis gelegt. Eine flächendeckende Maut für Pkw haben die Niederlande bisher nicht eingeführt.[52] Lkw ab einer zulässigen Gesamtmasse von 12 Tonnen benötigen jedoch die Eurovignette.
- In Rumänien benötigen alle Autofahrer für das gesamte rumänische Straßennetz eine Rovinieta. Autofahrer können Vignetten für einen Tag (nur für Lkw), 7 Tage, 30 Tage, 90 Tage und 12 Monate erwerben. Die Preise der Jahresvignette schwanken je nach Fahrzeugtyp.[53]
- In Russland gibt es keine Maut für die Straßenbenutzung, sondern eine Transportsteuer auf Fahrzeuge, die regional unterschiedlich hoch ist, und deren Höhe in die Kompetenz der regionalen Gesetzgebung fällt. Seit November 2015 wird jedoch eine Schwerverkehrsabgabe auf Transportfahrzeuge ab einer Höhe von 12 Tonnen erhoben, die momentan (Stand 24. April 2017) 1,91 Rubel pro gefahrenen Kilometer beträgt, und ab 2018 schließlich 3,73 Rubel betragen soll, siehe Platon (Schwerverkehrsabgabe).
- In Serbien wird auf allen nationalen Autobahnen (siehe: Autobahn (Serbien) und Liste der Autobahnen in Serbien) eine entfernungsabhängige Maut (serbisch: Putarina) erhoben. Bis 2008 waren die Gebühren für Fahrzeuge mit ausländischem Kennzeichen höher als für einheimische Fahrzeuge. Seit 2009 gelten für ausländische und serbische Fahrzeuge dieselben Gebühren.[54]

## Mautsysteme außerhalb Europas

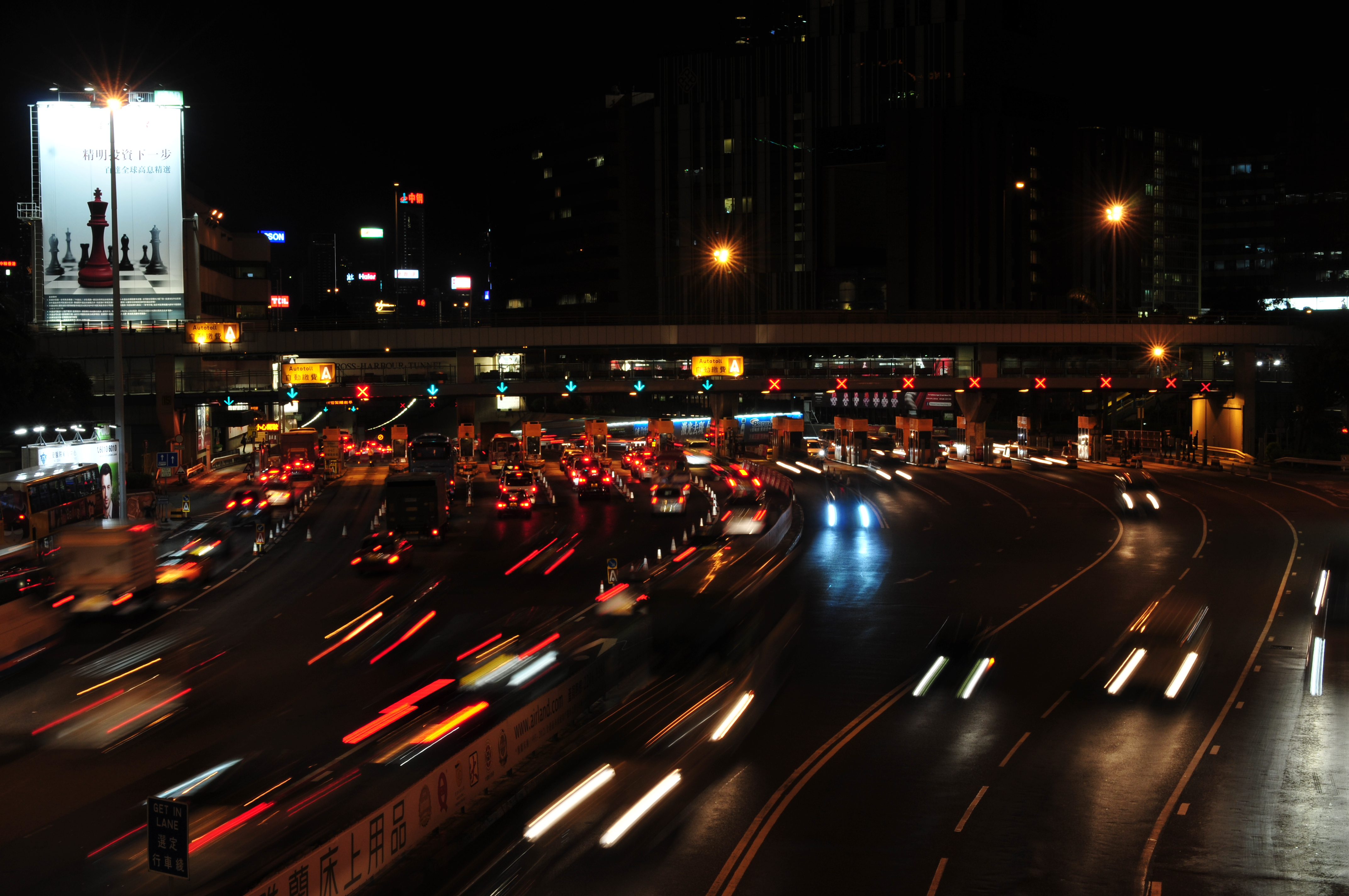
Mautstation am Hafentunnel in Hongkong (Linksverkehr)

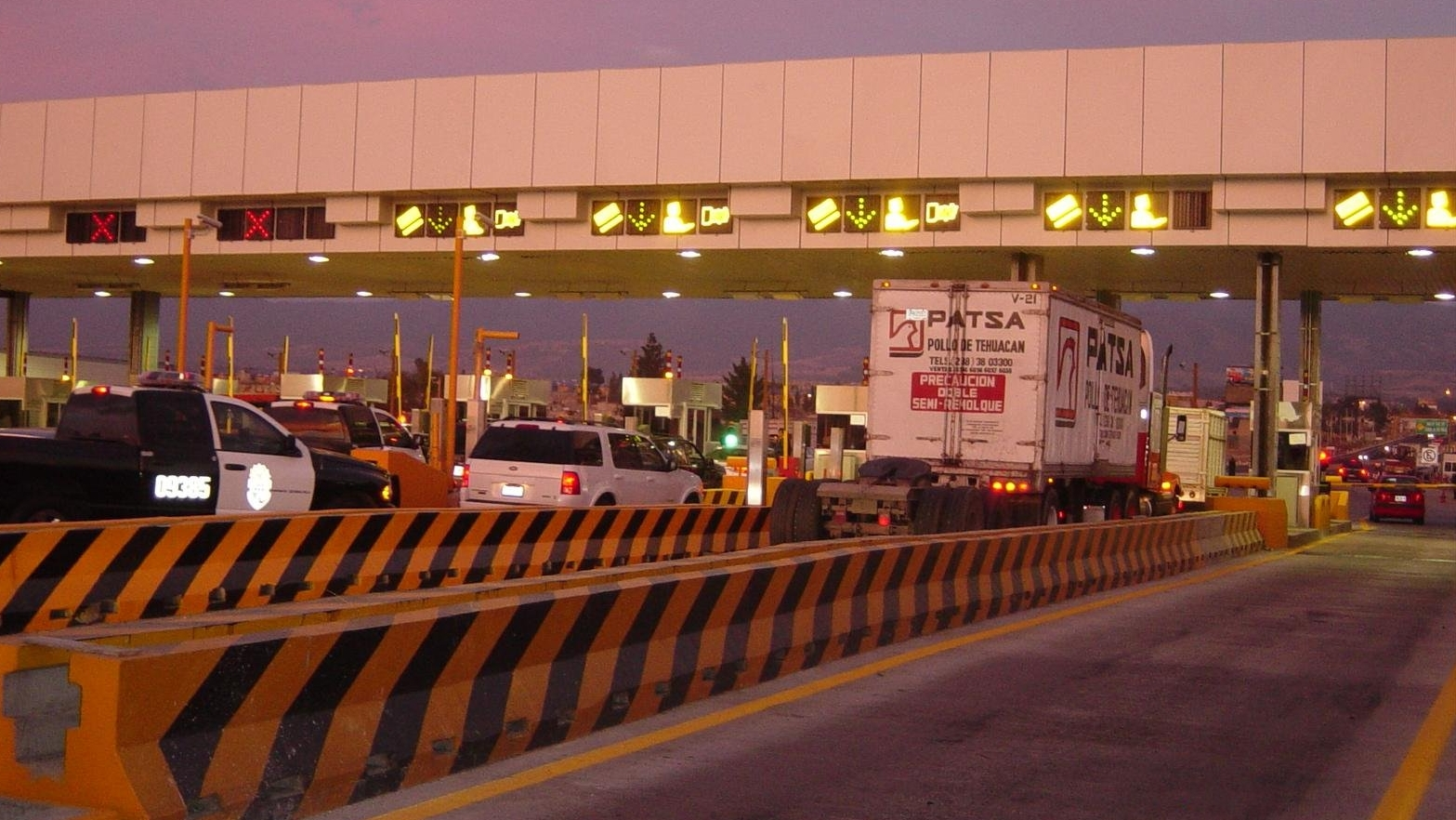
Mautstation in der Nähe von Mexiko-Stadt

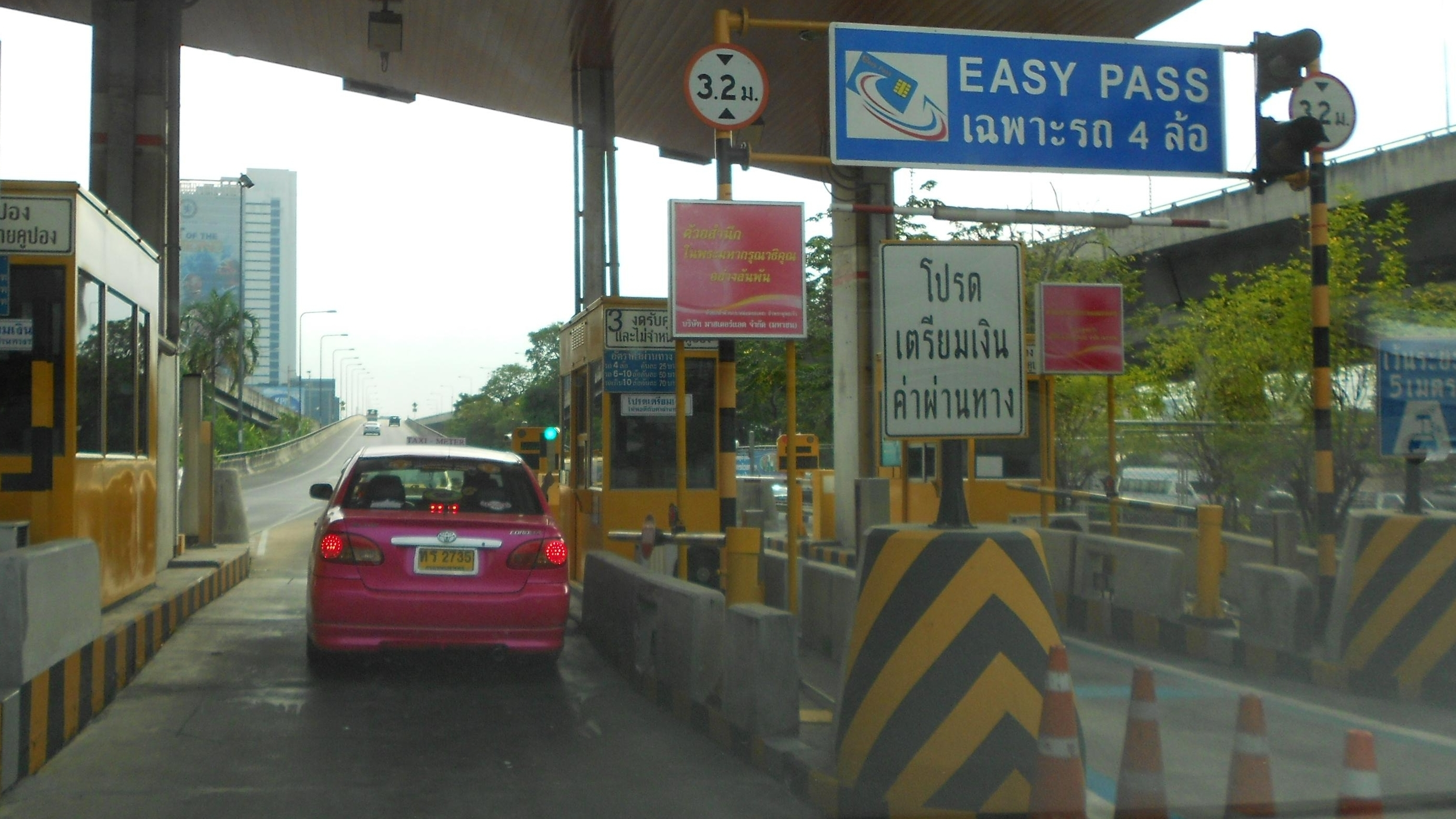
Mautstation bei Bangkok in Thailand (Linksverkehr)

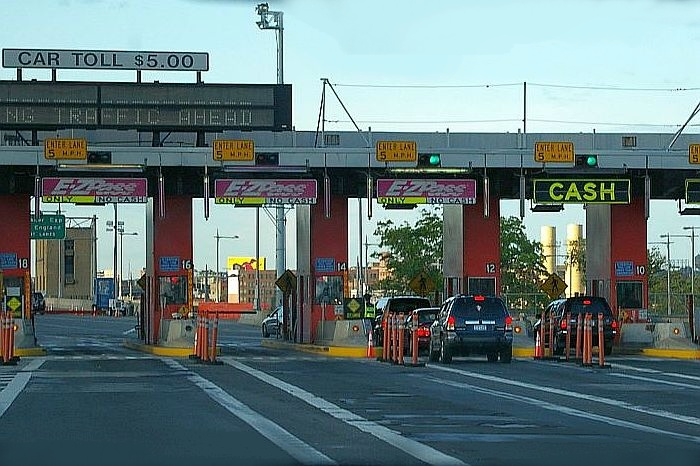
Mautstation in den USA

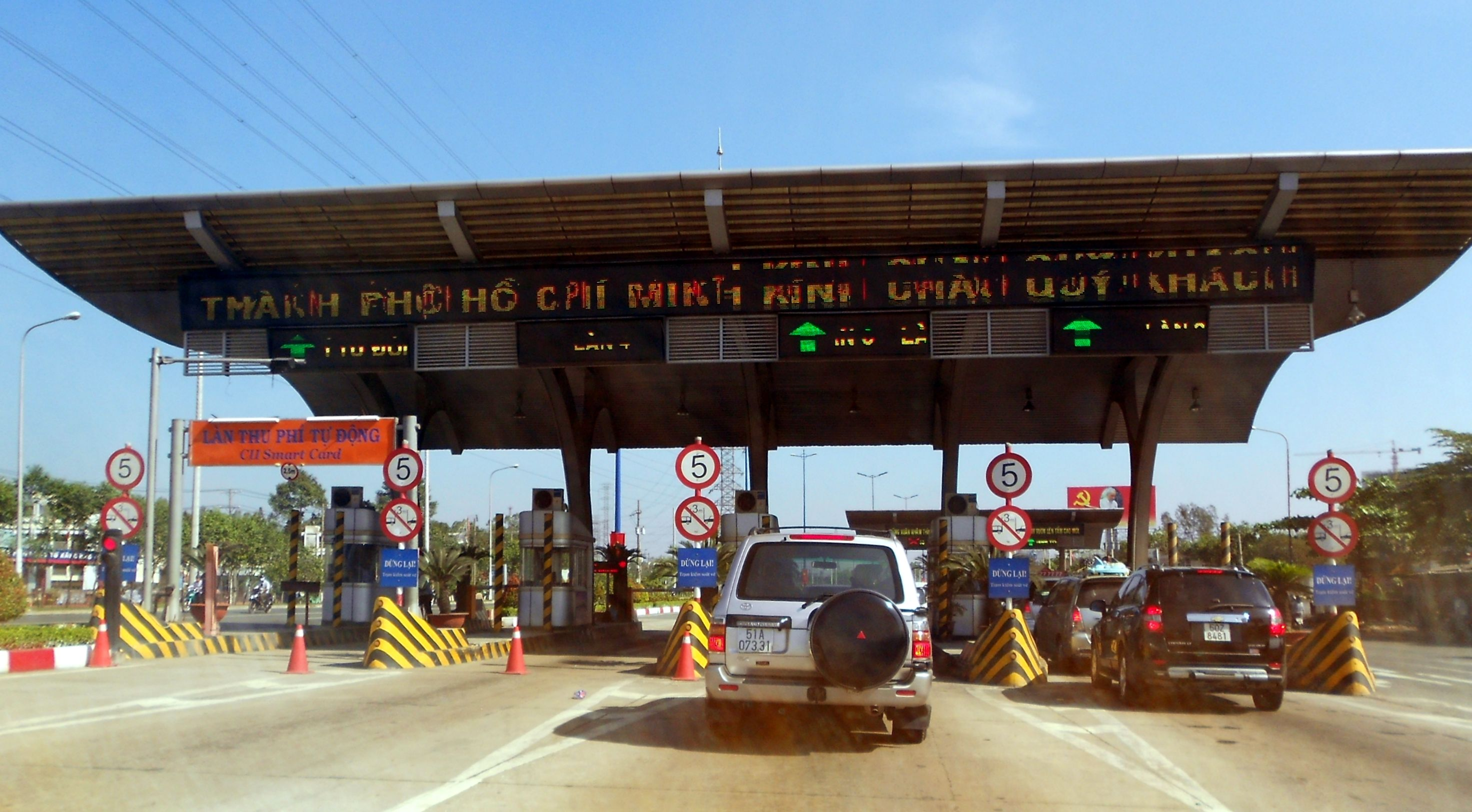
Mautstation bei Ho-Chi-Minh City in Vietnam

- In Argentinien wird auf einigen Fernstraßen eine Maut erhoben.
- In Australien gibt es einzelne mautpflichtige Straßen, wie zum Beispiel den CityLink in Melbourne. Es handelt sich dabei wie in den USA um privat finanzierte Straßenbauten.
- In Brasilien sind vor allem in den Bundesstaaten Rio de Janeiro, São Paulo, Paraná, Santa Catarina und Rio Grande do Sul viele Bundesstraßen (die in Ballungszentren als Autobahnen ausgebaut sein können) mautpflichtig. Mautpflichtige Straßen sind im Gegensatz zu mautfreien in gutem Zustand. Die Maut wird an Mautstellen bar erhoben. Internationale Kreditkarten funktionieren nur selten.
- In Chile wird auf allen Autobahnen und Schnellstraßen über eingeschaltete Zahlstationen eine pauschale Maut erhoben. Eine Besonderheit stellt die Metropolregion von Santiago de Chile dar. Im Stadtgebiet sind über der Fahrbahn Maut-Brücken aufgestellt, die nachts blau beleuchtet sind. Jedes Fahrzeug muss einen Transponder haben, über den dann monatlich die Gebühren eingezogen werden. Fehlt dieser Transponder, wird geblitzt und zusätzlich ein Bußgeld erhoben, sofern das Kennzeichen nicht beim Konzessionär gemeldet ist.
- In Indien werden auf den meisten Autobahnen (Expressways) und mehrspurig ausgebauten Abschnitten des Fernstraßennetzes (National Highways) Mautgebühren erhoben. Die Nutzungsgebühren der Expressways sind im Allgemeinen höher als die der National Highways. Die Abrechnung erfolgt zumeist in bar, an einigen Mautstellen über RFID-Transponder.
- In Israel ist für die privat errichtete Autobahn Nr.  Maut zu bezahlen. Es gibt dabei keine Mautstellen, die Gebühren werden über Transponder (am billigsten), Kennzeichenerfassung mit voriger Registrierung (teurer) oder Kennzeichenerfassung mit Besitzerausforschung (am teuersten) verrechnet. Ausländische Kennzeichen sind in diesem System nicht vorgesehen, da solche in Israel kaum unterwegs sind.
- In Japan wird auf vielen Autobahnen, Brücken, Tunnels und Panoramastraßen eine relativ hohe Gebühr verlangt.
- In Kanada ist der 108 km lange Highway 407ETR, der den Ballungsraum Toronto in west-östlicher Richtung durchzieht, Kanadas erste mautpflichtige Autobahn. Auf dem ETR (Express Toll Route) gibt es keine Zahlstellen; die Gebühren werden beim Auf- und Abfahren entweder über Transponder oder automatische Kennzeichenerfassung ermittelt. Die Höhe der Mautgebühr ist unter anderem von der Tageszeit abhängig.
- In Mexiko wählt man bei den Überlandstraßen zwischen zwei Straßentypen: cuota (mautpflichtig) oder libre (mautfrei), Die mautpflichtigen Straßen sind allgemein in einem deutlich besseren Zustand, frei von engen Kurven und starken Steigungen und mit Notrufsäulen sowie Abschleppdiensten an den Mautstellen ausgestattet. In neuerer Zeit wurden mautpflichtige Autobahnen auch ohne direkte Ortsdurchfahrten durch kleine Dörfer gebaut und sind dadurch auch gänzlich frei von Bremsschwellen (topes). Abgerechnet wird auf kostenpflichtigen Straßen bei der Durchfahrt durch Mautstellen in bar oder mit der IAVE-Karte. Letztere ist bargeldlos und rechnet die Mautgebühr direkt über die Kreditkarte ab. Die mautpflichtigen Straßen in Mexiko sind verhältnismäßig teuer, so dass die kostenfreien Abschnitte mit Lastwagen überfüllt sind. Die Mautstrecken lohnen sich vor allem wegen der Zeitersparnis.
- In Namibia wird bei der Einreise eines nicht in Namibia registrierten Fahrzeuges eine fahrzeugabhängige Gebühr erhoben. Für in Namibia registrierte Fahrzeuge ist die Straßenbenutzungsgebühr durch die Kraftfahrzeugsteuer und Kraftstoffabgaben abgegolten.[55] Hinzu kommt eine gewichts- und distanzabhängige Abgabe von Lkw. Ab 2023 wurden Planungen zur Einführung von einigen Mautstationen vorangetrieben. Zuletzt im Januar 2025 wurde das Projekt aber verworfen.[56]
- In Peru ist die Panamericana für alle Fahrzeuge gebührenpflichtig.
- In Sierra Leone befindet sich eine erste Straße mit Mautgebühr seit 2016 im Bau. Seit 2017 werden an den ersten drei Bezahlstellen Gebühren erhoben[57]
- In Singapur ist die Einfahrt ins Stadtzentrum für alle Fahrzeuge gebührenpflichtig. Die Abrechnung erfolgt über einen Transponder.
- In Südafrika wird auf einigen Strecken wie z. B. Tunnels, Teilstrecken auf Nationalstraßen und dem Chapman’s Peak Drive eine fahrzeugabhängige Maut erhoben.[58]
- In Südkorea gibt es ein dichtes Netz sehr gut ausgebauter Autobahnen (Expressways), diese sind gebührenpflichtig. Man zahlt pro Benutzung abhängig von der Strecke, abgerechnet wird beim Verlassen der Autobahn – in bar oder elektronisch. Darüber hinaus wird für die Durchfahrt der drei Namsan-Tunnel in der Hauptstadt Seoul, die verschiedene Stadtviertel nördlich und südlich des Namsan-Berges verbinden, eine gesonderte Maut erhoben.
- In Thailand sind die Expressways bzw. Motorways mautpflichtig. Ähnlich wie in Frankreich gibt es eine Streckenmaut mit Mautstellen.
- In den Vereinigten Arabischen Emiraten sind bisher lediglich in Dubai seit Juli 2007 bestimmte Strecken mautpflichtig, insbesondere Teile der Sheik Zayed Road. Hierbei werden die Fahrzeuge mittels RFID-Technik an bestimmten Punkten – sogenannten Tollbridges – seitens des Betreibers Salik erfasst.[59]
- In den Vereinigten Staaten sind viele Straßen mautpflichtig (siehe auch E-Z Pass). Vor allem im Osten und in Kalifornien sind Straßen, sogenannte tollways und turnpikes, Brücken und Tunnel privat finanziert. Der Preis der Überquerung der Golden Gate Bridge in San Francisco beträgt für Pkw und Motorräder 8,40 Dollar in Richtung Innenstadt. Die Gegenrichtung ist kostenlos.[60] Der Boston Harbor Tunnel kostet zwei Dollar. In einigen Städten ist eine Citymaut nach dem Vorbild Londons geplant. Der Chicago Sticker für 75 Dollar ist schon eingeführt. Eine in den USA praktizierte Methode ist es, zwei parallele Straßen anzubieten, von denen eine gebührenpflichtig ist. Dieses wird auch als Value Pricing bezeichnet. Es gibt verschiedene Modelle: In der Regel müssen Autos, die nur mit einer Person besetzt sind, für die Nutzung der toll roads zahlen, während die Nutzung für Fahrzeuge mit zwei oder mehr Personen kostenlos ist (High-occupancy vehicle lane).
- In Vietnam werden Mautgebühren an autobahnähnlichen Straßen (Expressways) an Mautstellen in bar oder mit Smart Card gezahlt.

## Mautprellerei
Die Mautprellerei ist der juristische Ausdruck für das Befahren von Mautstraßen ohne Entrichtung der Maut. In Österreich handelt es sich gemäß § 20 Bundesstraßen-Mautgesetz 2002 um eine Verwaltungsübertretung, die mit einer Geldstrafe von 300 bis zu 3000 Euro bestraft wird.

## Sonstiges
Das Mautsystem hat theoretische Informatiker angeregt, das Mautproblem zur Diskussion zu stellen. Dieses beschäftigt sich mit der Frage, inwieweit aus den zwischen den Mautstellen einer Straße bestehenden Entfernungen Rückschlüsse auf alle Abstände der Mautstellen gezogen werden können.